# Sarajevo
Cet article concerne la ville. Pour le film de 1955, voir Sarajevo (film). Pour le téléfilm de 2014, voir Sarajevo (téléfilm).
Sarajevo (/sa.ʁa.je.vo/ ; en bosnien cyrillique : Сарајево, /sǎrajeʋo/ ; anciennement Bosna-Seraï ; en turc : Saraybosna) est la capitale et la plus grande ville de Bosnie-Herzégovine. Traversée par la rivière Miljacka, la ville fait partie du canton de Sarajevo, l'un des dix de Bosnie-Herzégovine.
Sarajevo est le centre politique, financier, social et culturel de la Bosnie-Herzégovine avec une influence régionale dans le divertissement, les médias, la mode et les arts.
En raison de sa longue histoire de diversité religieuse et culturelle, Sarajevo est parfois appelée la « Jérusalem de l'Europe » car quatre grandes religions vivent ensemble, en harmonie, dans un rayon de 150 m[réf. nécessaire].
C'est l'une des seules grandes villes européennes à avoir une église catholique, une église orthodoxe, une synagogue et une mosquée dans le même quartier.
La ville est considérée comme l'une des plus importantes villes des Balkans et son histoire est particulièrement riche depuis sa création par les Ottomans en 1461. La ville a été le théâtre de l'assassinat par Gavrilo Princip de l'archiduc François-Ferdinand d'Autriche, qui marqua le début de la Première Guerre mondiale.
Plus récemment, elle accueillit les Jeux olympiques d'hiver de 1984 et fut assiégée durant la guerre de Bosnie-Herzégovine dans les années 1990 : entre 1992 et 1996, elle a subi un siège de plus de mille jours qui a fait plus de 11 000 morts. Dans la ville, la guerre a laissé de nombreuses traces visibles sur toutes les façades d'immeuble qui portent des traces d'impacts et de réparations de fortune. Les marques des obus dans les chaussées sont quant à elles précieusement conservées. Le siège reste lui aussi omniprésent dans les conversations.
Avant la guerre, le dernier recensement de 1991 avait évalué la population à 429 672 habitants. En 2013, selon le site de la ville de Sarajevo, la population de la ville proprement dite est estimée à 405 930 habitants.
Sarajevo a subi une reconstruction après la guerre et est la ville à la croissance la plus rapide de Bosnie-Herzégovine.
En 2006, la série de guides de voyage Lonely Planet considérait Sarajevo comme la 43e meilleure ville du monde et, en décembre 2009, Sarajevo figurait parmi les dix premières villes à visiter en 2010.
En octobre 2019, Sarajevo a été désignée ville créative de l'UNESCO pour sa capacité à placer la culture au centre de ses stratégies de développement et est l'une des dix-huit villes du cinéma au monde.
La ville est très polluée pendant l'hiver. La pollution de l'air est à l'origine de près d’un décès sur cinq.

## Géographie

### Site
Sarajevo est situé à proximité du centre géométrique du triangle que forme la Bosnie-Herzégovine, dans les Alpes dinariques et dans la région de Bosnie. La ville s'est développée dans la vallée éponyme de Sarajevo, principalement urbanisée après la Seconde Guerre mondiale. Elle est entourée de collines densément boisées et de cinq sommets, dont les plus élevés sont le mont Treskavica qui atteint une altitude de 2 088 m, Bjelašnica (2 067 m), Jahorina (1 913 m), le mont Trebević (1 627 m) et le mont Igman (1 502 m). En moyenne, la région de Sarajevo se situe à 500 m au-dessus du niveau de la mer.
La rivière Miljacka traverse la ville d'est en ouest, avant de se jeter dans la rivière Bosna. La Miljacka, parfois appelée la « rivière de Sarajevo », prend sa source près de la ville de Pale, à quelques kilomètres à l'est de la ville. La source de la Bosna (en bosnien : Vrelo Bosne), près d'Ilidža, à l'ouest de Sarajevo, constitue un des principaux pôles d'attraction pour les Sarajéviens et les touristes. Plusieurs autres rivières ou ruisseaux traversent la ville et ses environs.

### Climat
Le climat de la capitale bosnienne est mesuré par deux stations météorologiques. La station de Sarajevo-Bjelave a été créée en 1888 et est située à 630 m d'altitude (43° 52′ 00″ N, 18° 26′ 00″ E) ; celle d'Ilidža-Butimir a été établie en 1894 et se trouve à une altitude de 495 m (43° 50′ 00″ N, 18° 19′ 00″ E).
Sarajevo est située au contact des zones climatiques de l'Europe centrale et de la mer Méditerranée ; son climat est de type continental modéré, avec des étés chauds et des hivers froids. Les mois les plus chauds sont les mois de juillet et d'août, avec des températures moyennes respectivement de 19,1 °C et 18,8 °C. Le mois le plus froid de l'année est janvier, avec une température moyenne de −1,3 °C. La température moyenne annuelle est 9,5 °C. La température la plus basse jamais enregistrée à la station de Sarajevo-Bjelave a été de −26,4 °C le 24 janvier 1942 et la plus élevée a été de 40,0 °C le 9 août 1946. À celle d'Ilidža-Butimir, la température a été de 39,9 °C le 23 août 2007 et de −30,2 °C le 17 février 1956.
Sarajevo reçoit en moyenne 825 mm de précipitations par an. Le mois le plus pluvieux est septembre, avec 113,4 mm. Le mois de mars est le mois le plus sec avec 36,7 mm de précipitations. Selon les enregistrements de la station de Sarajevo-Bjelave, le record du mois le plus pluvieux a été en octobre 2003, avec 118,5 mm, et, selon ceux de la station de Butimir, en août 1989, avec 98,9 mm.
| Mois                                 | Janv | Fév  | Mars | Avr  | Mai  | Juin | Juil | Août | Sept  | Oct  | Nov  | Déc  |
| ------------------------------------ | ---- | ---- | ---- | ---- | ---- | ---- | ---- | ---- | ----- | ---- | ---- | ---- |
| Températures moyennes maximales (°C) | 3    | 5    | 12   | 16   | 22   | 25   | 27   | 28   | 20    | 18   | 10   | 4    |
| Températures moyennes minimales (°C) | -3   | -2   | 2    | 5    | 9    | 12   | 14   | 14   | 10    | 8    | 4    | -1   |
| Précipitations moyennes (mm)         | 51,6 | 55,3 | 36,7 | 67,4 | 68,5 | 72   | 79   | 58,2 | 113,4 | 72,6 | 80,7 | 69,9 |

## Histoire

### Préhistoire et Antiquité

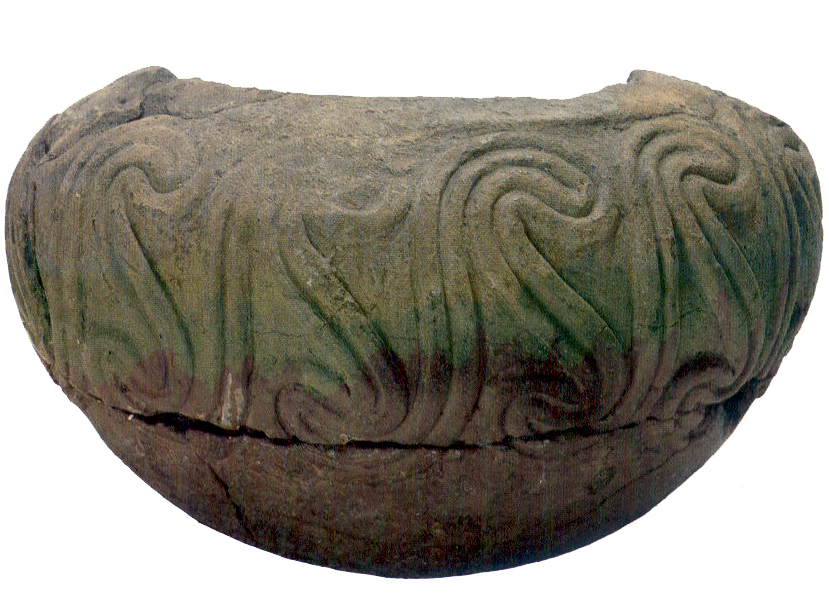
Vase de la culture de Butmir.

La région de Sarajevo, particulièrement riche en silex, est habitée depuis le Néolithique. En 1893, lors de la construction de la Faculté d'agriculture de l'Université de Sarajevo, les vestiges d'un village ont été découverts à Butmir, dans l'actuel faubourg d'Ilidža. En raison de l'originalité des céramiques et des poteries mises au jour, présentant des motifs en spirale et des figures humaines et animales, les archéologues ont donné à cette culture le nom de culture de Butmir. Des vestiges remontant à l'âge du bronze ont également été découverts à Zlatište et à Debelo Brdo.
Debelo Brdo atteste aussi de la présence des Illyriens dans la région à l'époque historique, ainsi que d'autres sites de la région situés près de la rivière Miljacka et dans la vallée de Sarajevo. Ces Illyriens appartenaient à la tribu des Daesitiates, qui résista à la conquête romaine jusqu'au moment où le futur empereur Tibère les défit en 9 avant Jésus-Christ. Une colonie romaine du nom de Aquae Sulphurae exista à l'emplacement de l'actuelle Ilidža ; ainsi nommée à cause de ses eaux sulfureuses, elle fut la seule localité importante du secteur à l'époque romaine et ses ruines font aujourd'hui l'objet d'une protection officielle.

### Moyen Âge

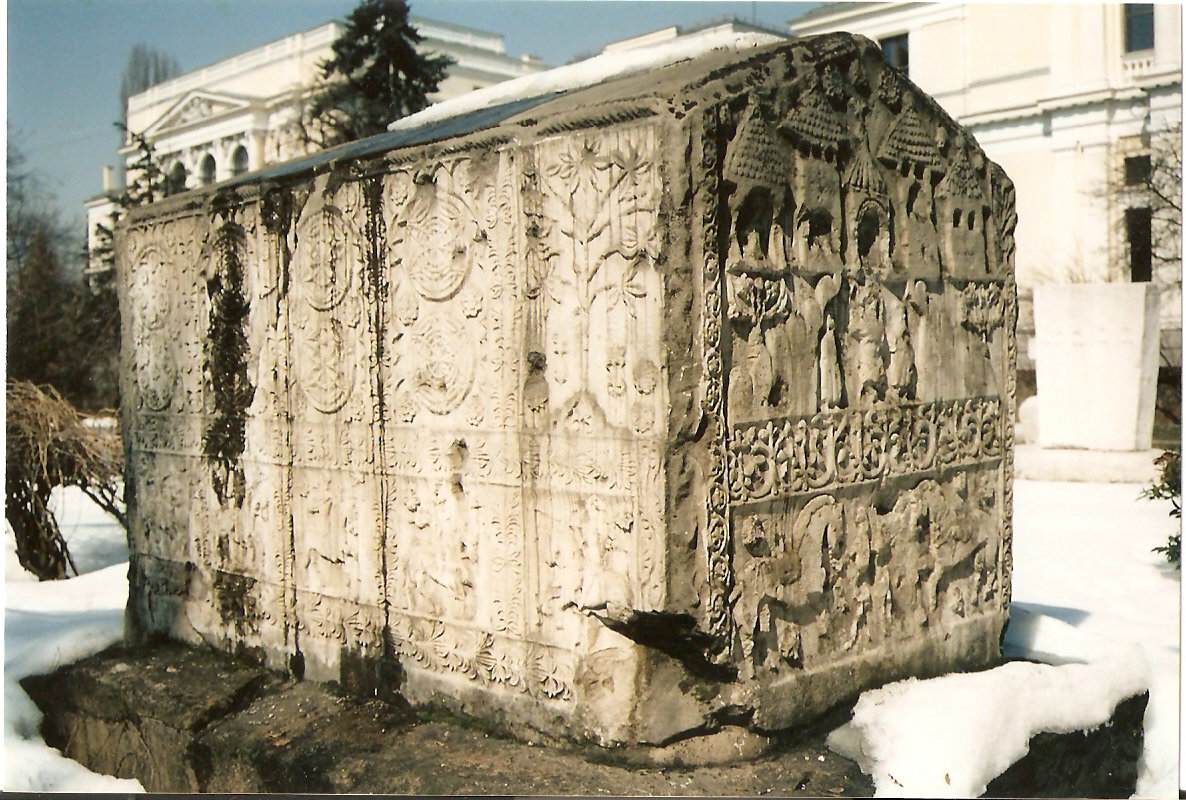
Stećak devant le musée national de Bosnie-Herzégovine.

Les Slaves s'installèrent en Bosnie au VIIe siècle. Une localité du nom de Kratera, située dans la région de Sarajevo et de Kotorac, est citée dans le De administrando Imperio, un ouvrage de l'historien et empereur byzantin Constantin VII, mais son emplacement n'est pas établi avec certitude[réf. nécessaire]. Selon un document signé par le roi Béla IV de Hongrie le 20 avril 1244, la région de Sarajevo faisait partie de la župa de Vrhbosna, district dans lequel se trouvait la cathédrale Saint-Pierre, construite en 1239 et qui constituait le siège d'un diocèse catholique ; cette église se trouvait probablement près de l'emplacement de l'actuelle mosquée de Brdo. Une localité du nom de Vrhbosna fut fondée vers 1270 mais elle n'est attestée dans des documents qu'en 1379 ; elle se trouvait sans doute à l'emplacement de l'actuelle Bijela tabija, la « Forteresse blanche ». De ce passé médiéval témoignent encore de nombreuses tombes monumentales appelées stećci (au singulier : stećak), dont celles du village de Hreša, aujourd'hui conservées au musée national de Bosnie-Herzégovine.

### Période ottomane

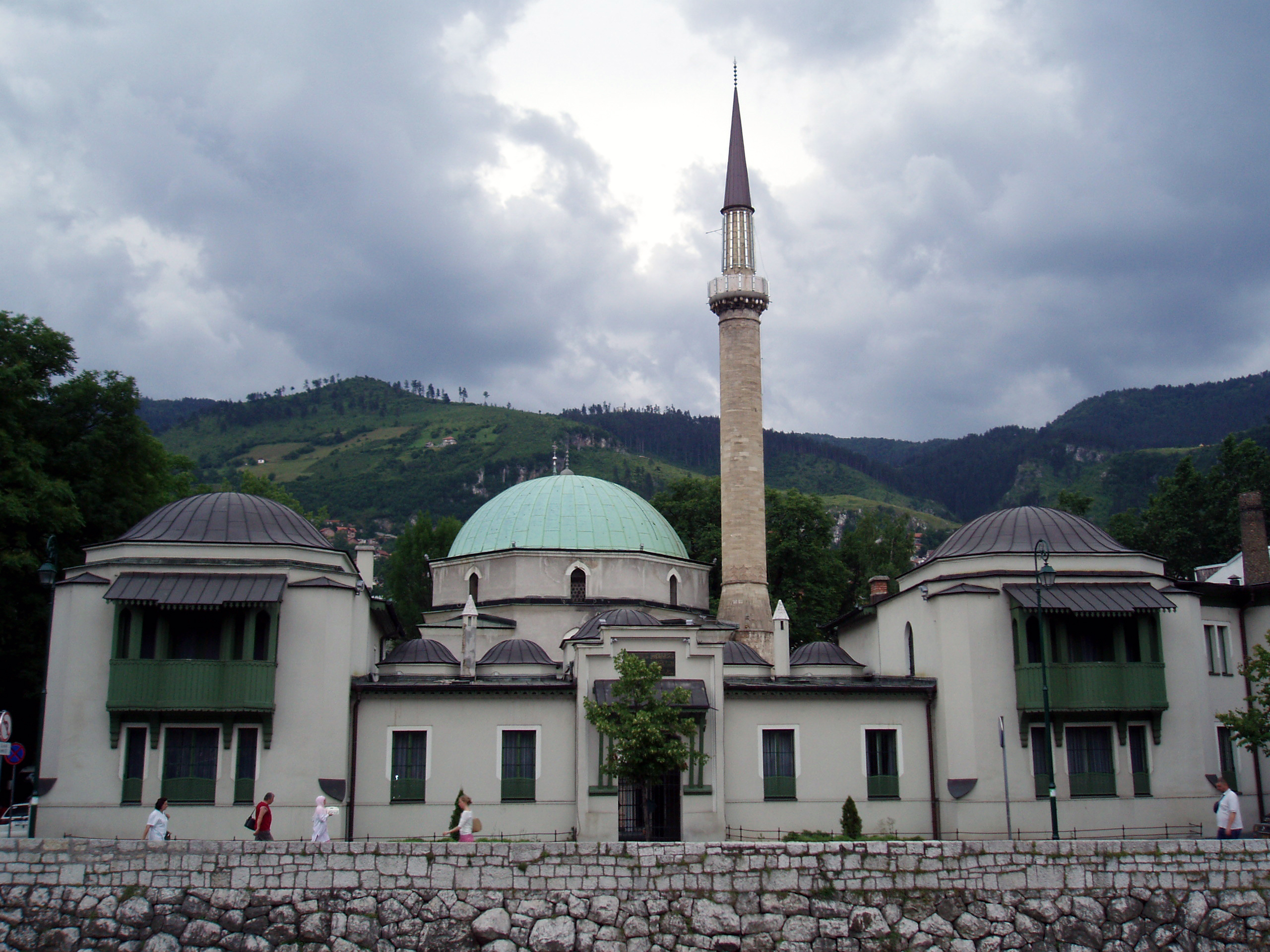
La Careva džamija.

Les Ottomans s'emparèrent de la forteresse de Vrhbosna en 1429. L'année communément admise pour la création de la ville est 1461, quand le premier gouverneur ottoman de Bosnie, Isa-beg Išaković, choisit le petit village de Brodac pour en faire le point de départ d'une nouvelle ville. Il y fit construire une mosquée, un marché couvert (bezistan), un bain public (hammam), un pont, une auberge et le palais du gouverneur, Saray, qui donna son nom actuel à la ville. La mosquée, construite en 1462, fut appelée Careva džamija, la « Mosquée de l'empereur », en l'honneur du sultan Mehmed II le Conquérant. La ville se développa et devint l'une des plus importantes de la région, avec une colonie de marchands de Raguse. De nombreux chrétiens catholiques se convertirent à l'islam, mais la ville accueillit également pour la première fois une importante communauté orthodoxe qui y édifia une église. Au début du XVIe siècle, des Juifs séfarades fuyant l'Andalousie vinrent s'y installer, apportant avec eux une Haggadah rédigée au XIVe siècle et connue sous le nom de Haggadah de Sarajevo. Sarajevo devint la ville de quatre religions, ce qui lui valut le surnom de Jérusalem européenne ou de Jérusalem des Balkans.

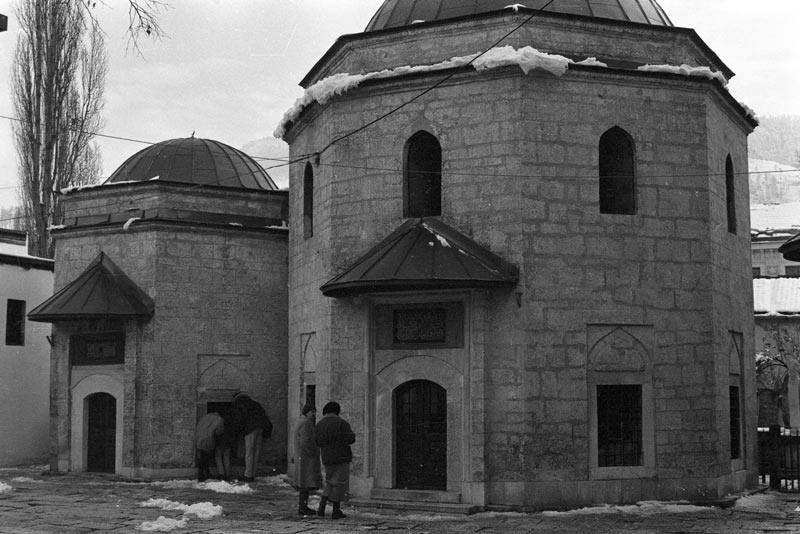
Le turbe de Gazi Husrev-beg (à droite), avec celui de Murat-beg Tardić (à gauche).

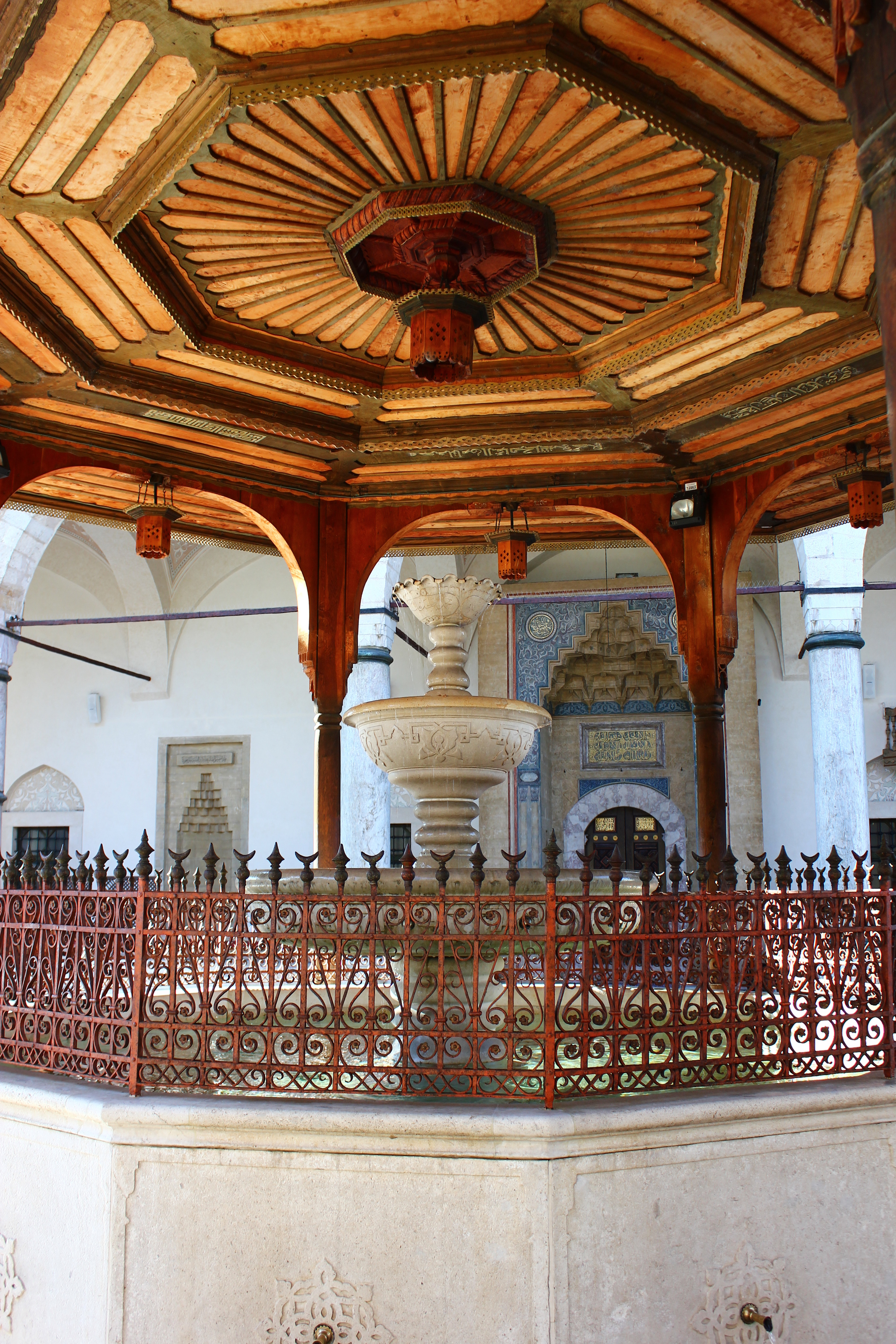
Mosquée de Gazi Husrev-bey.

Au XVIe siècle, la ville connut un important développement, notamment sous l'impulsion de donateurs comme Gazi Husrev-beg qui y fit construire l'essentiel de la vieille ville actuelle, connue sous le nom de Baščaršija, ainsi qu'une Sahat-kula, une « tour de l'horloge », construction typique des Balkans ottomans, et tout un complexe comprenant une mosquée (Gazi Husrev-begova džamija), une médersa (école coranique), une bibliothèque et une école de derviches,. De son vivant, Gazi Husrev-beg fit construire son propre turbe (tombeau), ainsi qu'un autre plus petit, à côté du sien, pour Murat-beg Tardić, un prisonnier de guerre qu'il libéra parce qu'il avait embrassé l'islam. Sarajevo posséda également son propre système d'alimentation en eau. Grâce à ses fontaines et ses écoles, la ville eut la réputation d'être l'une des plus évoluées d'Europe[réf. nécessaire]. Pendant tout le XVIIe siècle, Sarajevo resta une ville prospère et, en 1660, sa population était estimée à plus de 80 000 habitants, ce qui en faisait la seconde ville de l'Empire ottoman après Constantinople[réf. nécessaire].
La fin du XVIIe siècle constitua une période difficile pour l'Empire ottoman, notamment après sa défaite lors de la bataille de Vienne en 1683. En 1697, après la défaite de la bataille de Zenta, dans une attaque conduite contre l'Empire par le prince Eugène de Savoie, Sarajevo fut brûlée. La ville fut reconstruite en partie par la suite, mais la capitale de la Bosnie fut transférée à Travnik. Jamais la ville ne retrouva sa puissance d'autrefois, même si le XVIIIe siècle reste marqué par une importante vie intellectuelle, avec des écrivains comme Mehmed Mejlija Guranij et Mula Mustafa Bašeskija. Des bibliothèques, des écoles et mosquées furent construites, mais aussi de nouvelles fortifications. En 1785, une épidémie de peste éclata à Sarajevo, et en 1788, un incendie ravagea la ville.
Au début du XIXe siècle, avec l'autonomie de la Serbie vis-à-vis de la Sublime Porte, des mouvements nationalistes se développèrent en Bosnie, ce qui conduisit à la révolte de Husein Gradaščević définitivement matée par les Ottomans dans la plaine de Sarajevo en 1832.

### Période austro-hongroise

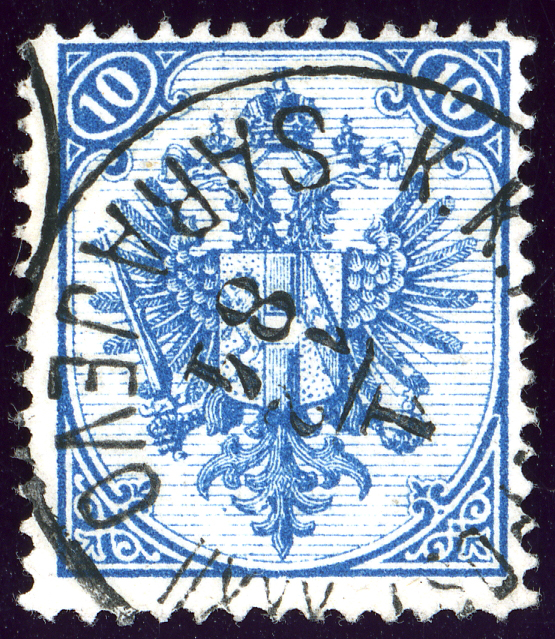
Timbre de Bosnie-Herzégovine, oblitéré à SARAJEVO XXXII en 1884.

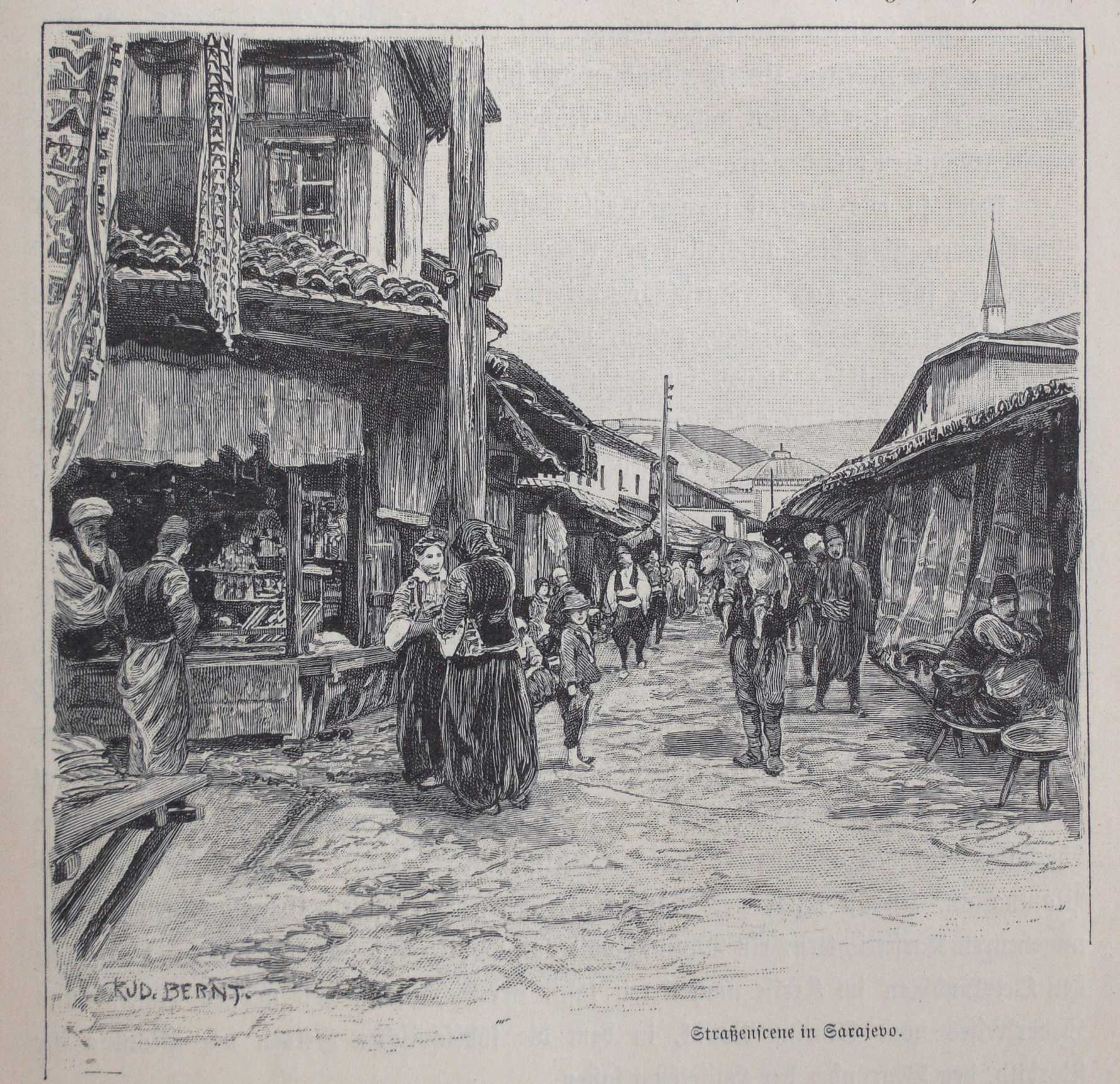
Une rue de Sarajevo vers 1900.

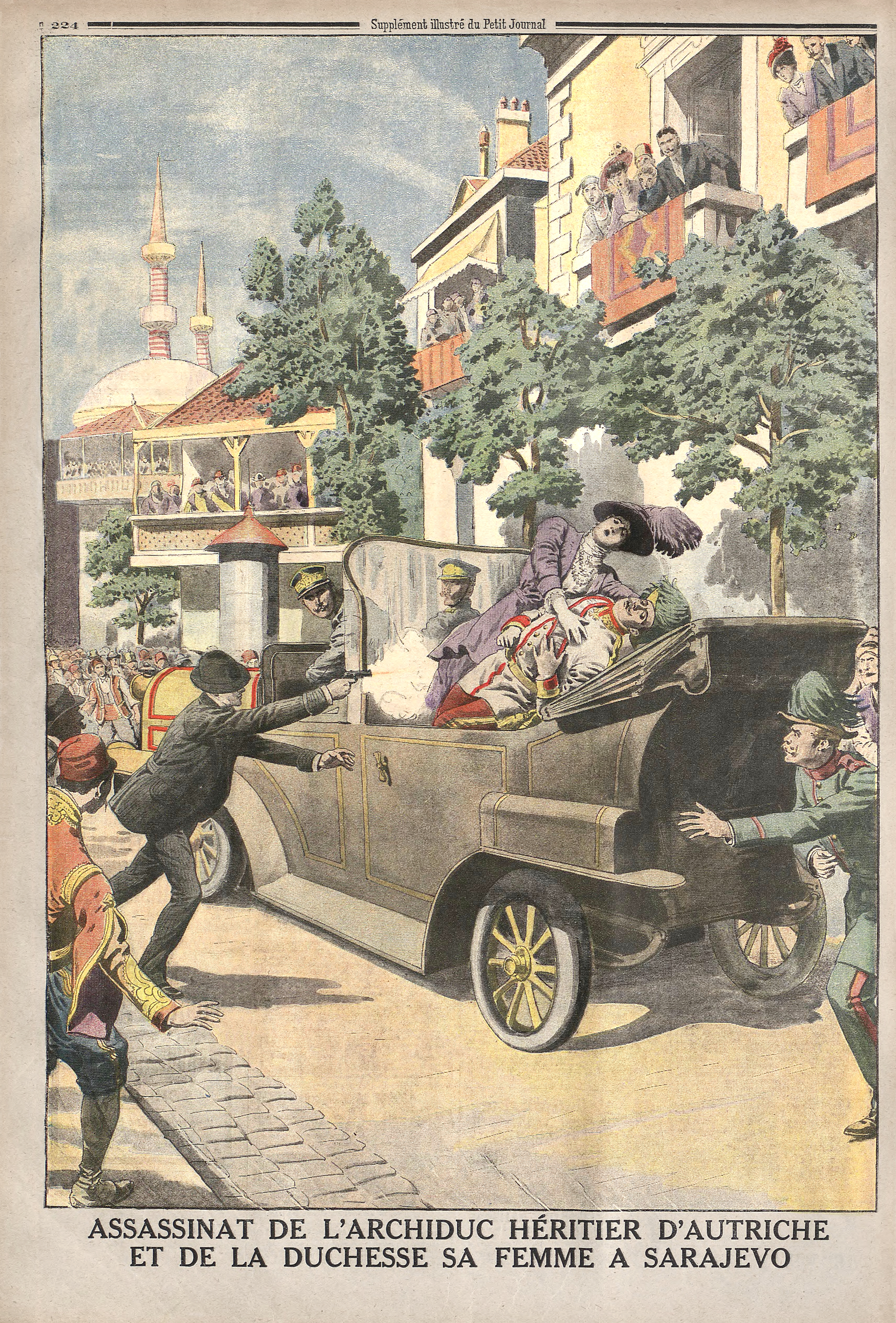
L'assassinat des Autrichiens par un militant serbe vu par la presse française (12 juillet 1914).

Après la défaite de l'Empire ottoman dans la guerre russo-turque de 1877-1878 et à la suite du congrès de Berlin, la Bosnie et l'Herzégovine sont placées sous le contrôle de la monarchie austro-hongroise, ces régions restant officiellement intégrées à l'Empire ottoman ; cette décision provoque la formation d'un gouvernement provisoire à Sarajevo et de nombreux mouvements de résistance. Mais, dès la fin d'octobre 1878, les Autrichiens se rendent maîtres de la Bosnie et son territoire est réorganisé. Cette période est marquée par d'importants changements dans la ville qui s'industrialise et s'occidentalise. Un bureau de poste militaire avec station télégraphique est ouvert, identifié par les chiffres romains XXXII.
Sur le plan architectural, de nombreux bâtiments publics changent le visage de la ville, comme le bâtiment du gouvernement de Bosnie, construit en 1884 et 1885 sur des plans de l'architecte Josip Vancaš, l'hôtel de ville, construit par Alexander Wittek à partir de 1892, le théâtre national, conçu par Karel Pařík en 1897-1899, la poste centrale, construite par l'architecte Josip Vancaš entre 1907 et 1909, ou les bâtiments actuels du musée national, conçus par Karel Pařík et inaugurés en 1912. Parmi les édifices religieux s'élève la cathédrale du Cœur-de-Jésus, siège de l'archidiocèse de Vrhbosna, construite entre 1884 et 1889 par l'architecte Josip Vancaš. En 1910, Sarajevo compte un peu moins de 52 000 habitants[réf. nécessaire].
Le 28 juin 1914, le double assassinat à Sarajevo de l’archiduc François-Ferdinand, héritier du trône d'Autriche-Hongrie, et de son épouse Sophie Chotek, duchesse de Hohenberg, par Gavrilo Princip, devient l'événement déclencheur de la Première Guerre mondiale. Les organisateurs de l'attentat sont de jeunes nationalistes « yougoslaves », des Serbes de Bosnie et des Musulmans bosniaques, qui effectuent leurs études à Belgrade.

### De la Yougoslavie à l'indépendance de la Bosnie-Herzégovine

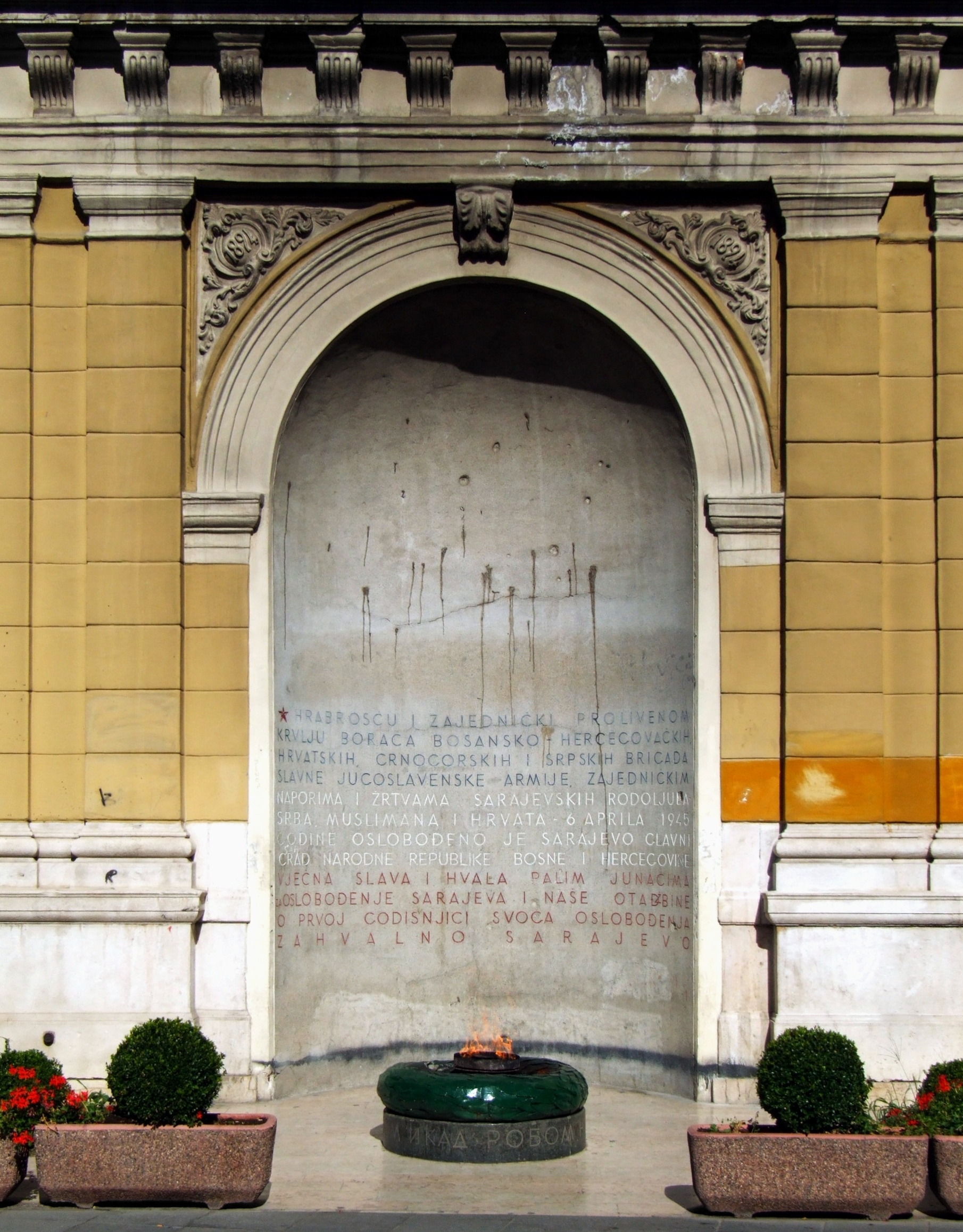
Feu éternel, Sarajevo.

Après la Première Guerre mondiale et la défaite de l'Autriche-Hongrie, à partir d'octobre 1918, Sarajevo, comme le reste des territoires slaves anciennement contrôlés par la double monarchie, fait partie de l'éphémère État des Slovènes, Croates et Serbes, puis, à partir du 1er décembre, du royaume des Serbes, Croates et Slovènes, gouverné par la dynastie serbe des Karađorđević, avec comme capitale Belgrade. Le 3 octobre 1929, le royaume prend le nom de Yougoslavie et de nouvelles divisions administratives sont mises en place. Sarajevo devient le centre administratif de la banovine de la Drina nouvellement créée. Pendant la Seconde Guerre mondiale, en 1941, les puissances de l'Axe occupent la banovine, qui est supprimée, et son territoire est partagé entre l'État indépendant de Croatie, dont la ville de Sarajevo, et la Serbie occupée par les troupes allemandes.
Après la Seconde Guerre mondiale, Sarajevo devient la capitale d'une République populaire puis, en 1963, socialiste de Bosnie-Herzégovine, au sein de la République fédérale populaire, puis, en 1963, socialiste de Yougoslavie. Elle retrouve rapidement de l'importance et devient un important centre industriel. Des quartiers modernes sont construits à l'est de la vieille ville. Sarajevo atteint sa taille maximale au début des années 1980, notamment lors des Jeux olympiques d'hiver de 1984.
En 1990, la ville devient le centre du nouveau pouvoir issu des premières élections libres marquant la fin du régime communiste. Le 6 avril 1992, Sarajevo est encerclée par les forces serbes. Le siège de la ville dure jusqu'en octobre 1995, période durant laquelle elle subit de nombreuses destructions et une importante baisse de sa population. Pendant toute la guerre, l'avenue centrale de la ville est jalonnée de tireurs embusqués, visant quiconque tente de la traverser pour rallier l'autre côté de la ville. Les accords de Dayton, signés en décembre 1995, mettent fin au conflit et au siège et permettent le rétablissement de l'électricité et du gaz.
La reconstruction de Sarajevo débute dès la fin de la guerre et en 2003, la majeure partie de la ville a été reconstruite : il reste seulement quelques ruines visibles dans le centre-ville et des traces d'impacts de balles dans les banlieues pauvres. Des immeubles modernes ont depuis été construits à travers toute la ville.

## Administration
Sarajevo est à la fois la capitale de la Bosnie-Herzégovine, de la fédération de Bosnie-et-Herzégovine et du canton de Sarajevo. Parallèlement, elle constitue une des sept villes officielles de Bosnie-Herzégovine (en bosnien et au singulier : grad, au pluriel : gradovi ; en bosnien cyrillique : град/градови), ce qui la dote d'institutions particulières et lui confère au sein de la Fédération un niveau administratif intermédiaire supplémentaire, entre la municipalité (en bosnien : općina ; en bosnien cyrillique : општина) et le canton (en bosnien : kanton).

### Subdivisions administratives

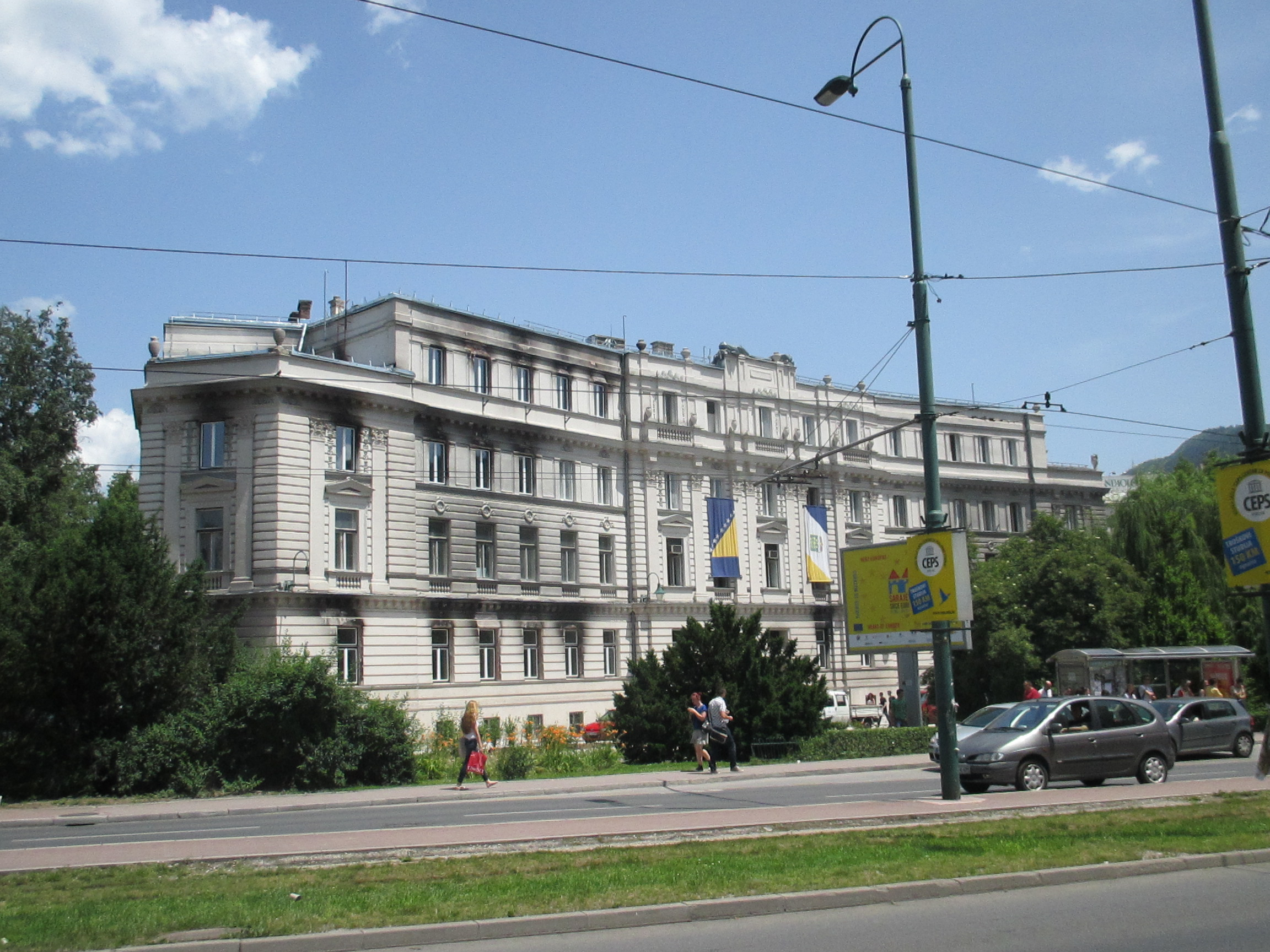
Le bâtiment du gouvernement du canton de Sarajevo.

La ville de Sarajevo, Grad Sarajevo, est composée de quatre municipalités. D'est en ouest, ces quatre municipalités sont Novi Grad, Novo Sarajevo, Centar et Stari Grad. Toutes sont intégrées au canton de Sarajevo et sont administrées par l'équivalent d'un maire ; le territoire de chacune, situé dans la fédération de Bosnie-et-Herzégovine, comprend une partie de la ville de Sarajevo proprement dite, ainsi que quelques localités périurbaines. Ces municipalités sont elles-mêmes composées d'unités administratives plus restreintes qui portent le nom de communautés locales (en bosnien : mjesna zajednica). En plus des municipalités qui forment la capitale bosnienne, le canton de Sarajevo englobe les municipalités de Hadžići, Ilidža, Ilijaš, Trnovo et Vogošća.
|  | 1. Centar 2. Hadžići 3. Ilidža 4. Ilijaš 5. Novi Grad 6. Novo Sarajevo 7. Stari Grad 8. Trnovo 9. Vogošća |

Après la guerre de Bosnie-Herzégovine et à la suite des accords de Dayton, la ville d'Istočno Sarajevo, « Sarajevo est », a été créée sur le territoire d'anciennes municipalités sarajéviennes d'avant-guerre. Capitale de jure de la république serbe de Bosnie, elle compte sept municipalités : Istočna Ilidža, Istočno Novo Sarajevo, Istočni Stari Grad, Pale, Sokolac et Trnovo (république serbe de Bosnie).

### Politique
Chaque niveau administratif (communauté locale, municipalité, canton) dispose d'un président et d'une assemblée élus tous les quatre ans au suffrage universel.
- Liste des maires de Sarajevo (en)

### Ville de Sarajevo

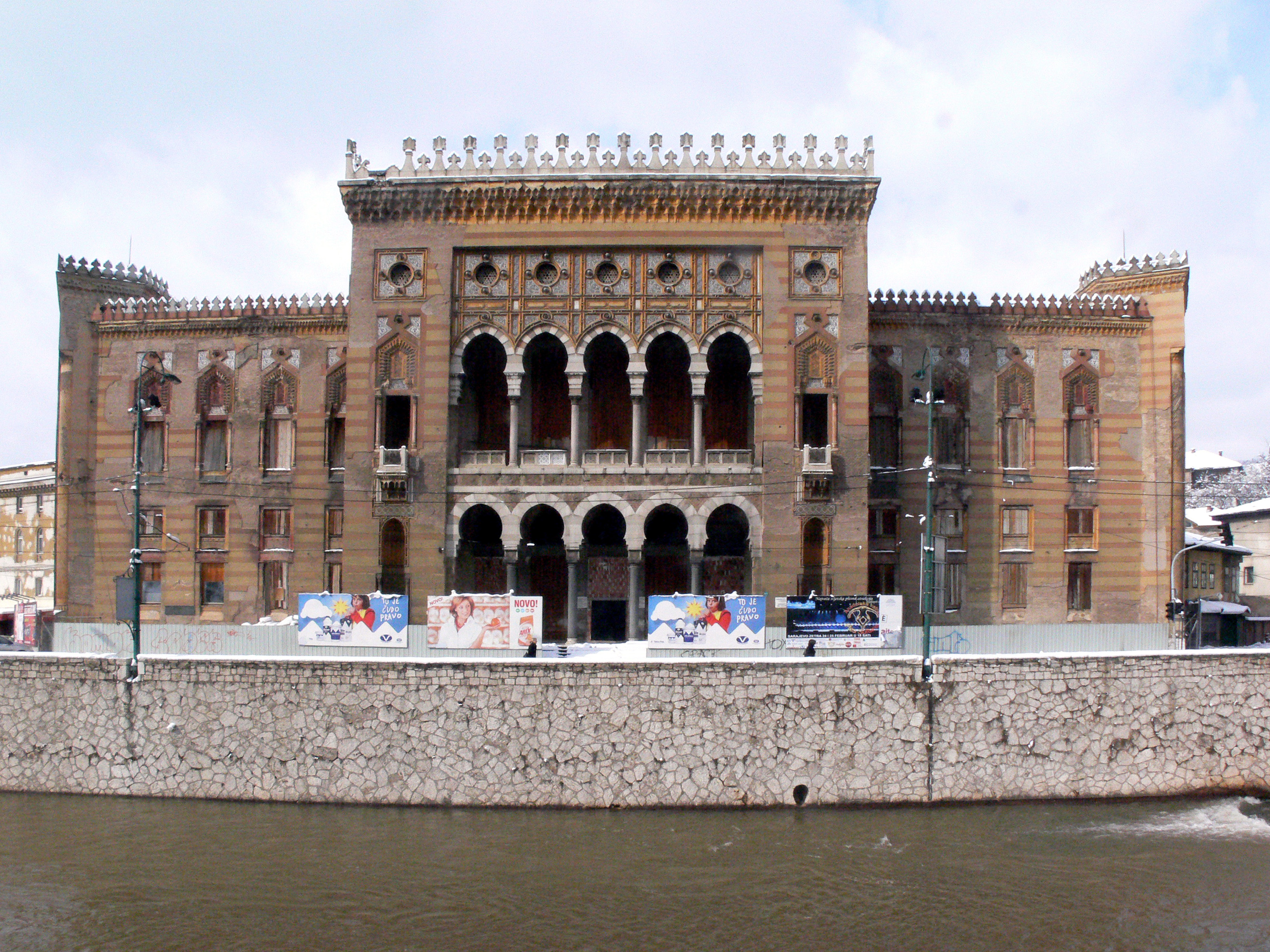
L'ancienne Bibliothèque nationale et universitaire, aujourd'hui hôtel de ville de Sarajevo, incendiée lors du siège de Sarajevo.

Le maire (gradonačelnik), qui représente le chef du pouvoir exécutif dans la ville, assure également des fonctions de représentation. Il est assisté par des adjoints, par un cabinet, ainsi que par diverses institutions comme le service municipal pour l'administration générale (gradska služba za opću upravu), le service municipal des finances (gradska služba finansija), le service municipal pour le développement local (gradska služba za lokalno poslovanje), etc. Depuis juillet 2025, le maire de Sarajevo est Samir Avdić.

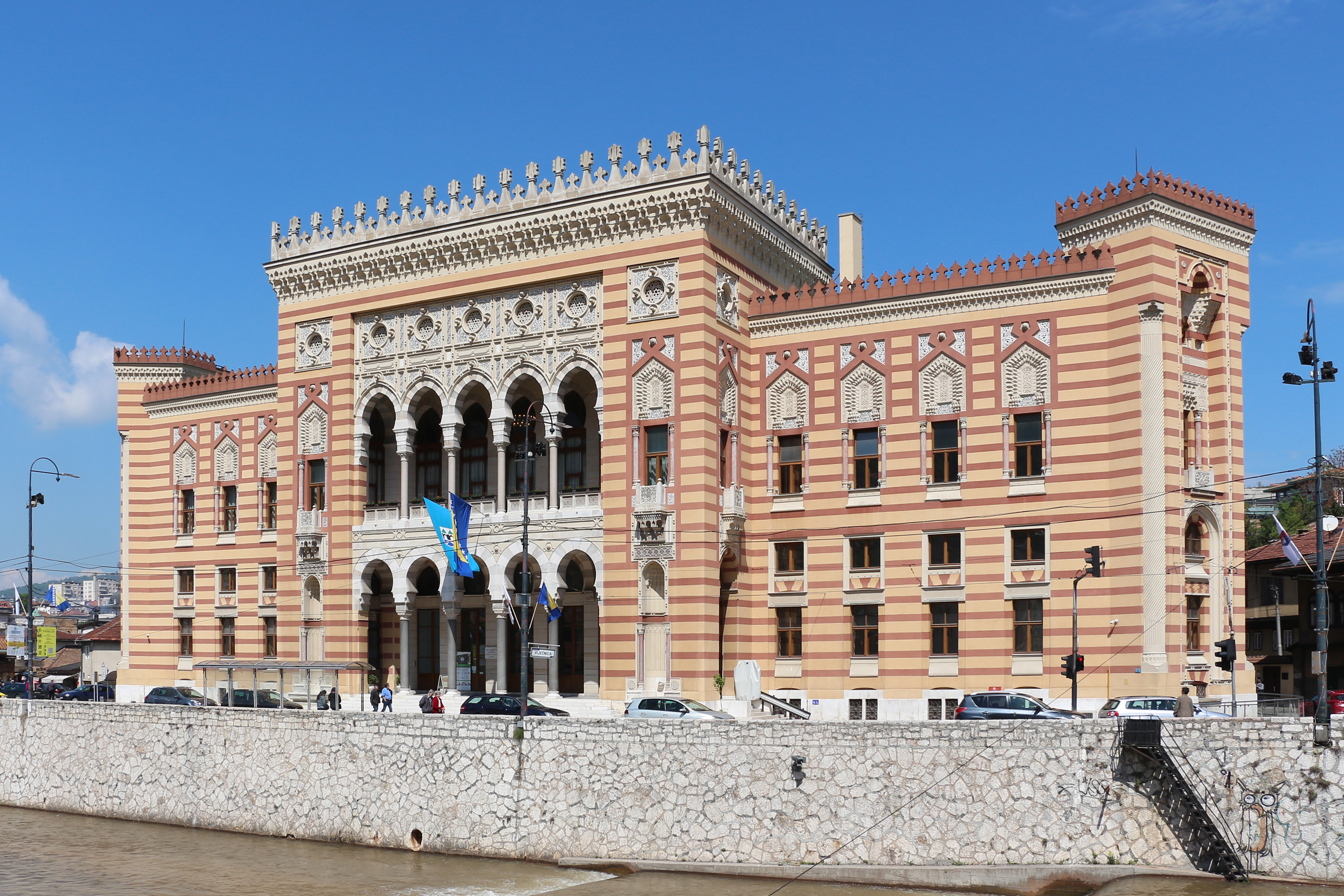
La Bibliothèque nationale de Sarajevo.

La principale entité législative de la ville est le conseil municipal (gradsko vijeće). Les conseillers municipaux sont élus dans les municipalités en proportion de leur population, la municipalité de Novi Grad ayant le plus de sièges au conseil municipal et celle de Stari Grad le moins de sièges. Le conseil municipal est composé de 28 membres. À la suite des élections municipales de 2008, le conseil était composé de la manière suivante :
| Parti                                         | Sièges |
| --------------------------------------------- | ------ |
| Parti social-démocrate (SDP)                  | 15     |
| Parti d'action démocratique (SDA)             | 7      |
| Notre parti (Naša Stranka)                    | 2      |
| Parti pour la Bosnie-Herzégovine (SBiH)       | 2      |
| Parti patriotique de Bosnie-Herzégovine (BPS) | 2      |

Marin Ivanišević, du SDP, est l'actuel président du conseil municipal et Tatjana Ljujić-Mijatović, elle aussi membre du SDP, en est la vice-présidente.

### Institutions fédérales

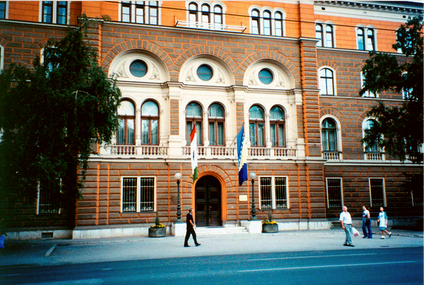
Siège de la Présidence de la Bosnie-Herzégovine.

En tant que capitale de la Bosnie-Herzégovine, Sarajevo abrite un grand nombre d'institutions nationales bosniennes. Le siège de la Présidence de la Bosnie-Herzégovine est situé dans la ville, ainsi que le Konak de Bistrik, l'ancienne résidence des gouverneurs ottomans, qui accueille des réceptions et sert de résidence aux invités de la présidence ; on y trouve aussi le siège du Conseil des ministres et les deux chambres de l'Assemblée parlementaire de la Bosnie-Herzégovine. Sur le plan judiciaire, la Cour constitutionnelle de Bosnie-Herzégovine est située à Sarajevo, ainsi que la cour du canton de Sarajevo. Sarajevo accueille également les ambassades des pays étrangers.

## Quartiers et faubourgs
La ville se compose d'un ancien quartier turc, la vieille ville appelée Baščaršija, datant du XVe siècle ; d'une ville nouvelle du XIXe siècle, regroupant les administrations ; et de quartiers contemporains industriels.
- Ville de Sarajevo :
  - Centar (Sarajevo)
    - Baščaršija
    - Mrkovići
    - Nahorevo
    - Poljine
    - Radava (Centar)
    - Vića
    - Mejtaš

  - Novi Grad (Sarajevo)
- Aire urbaine : 

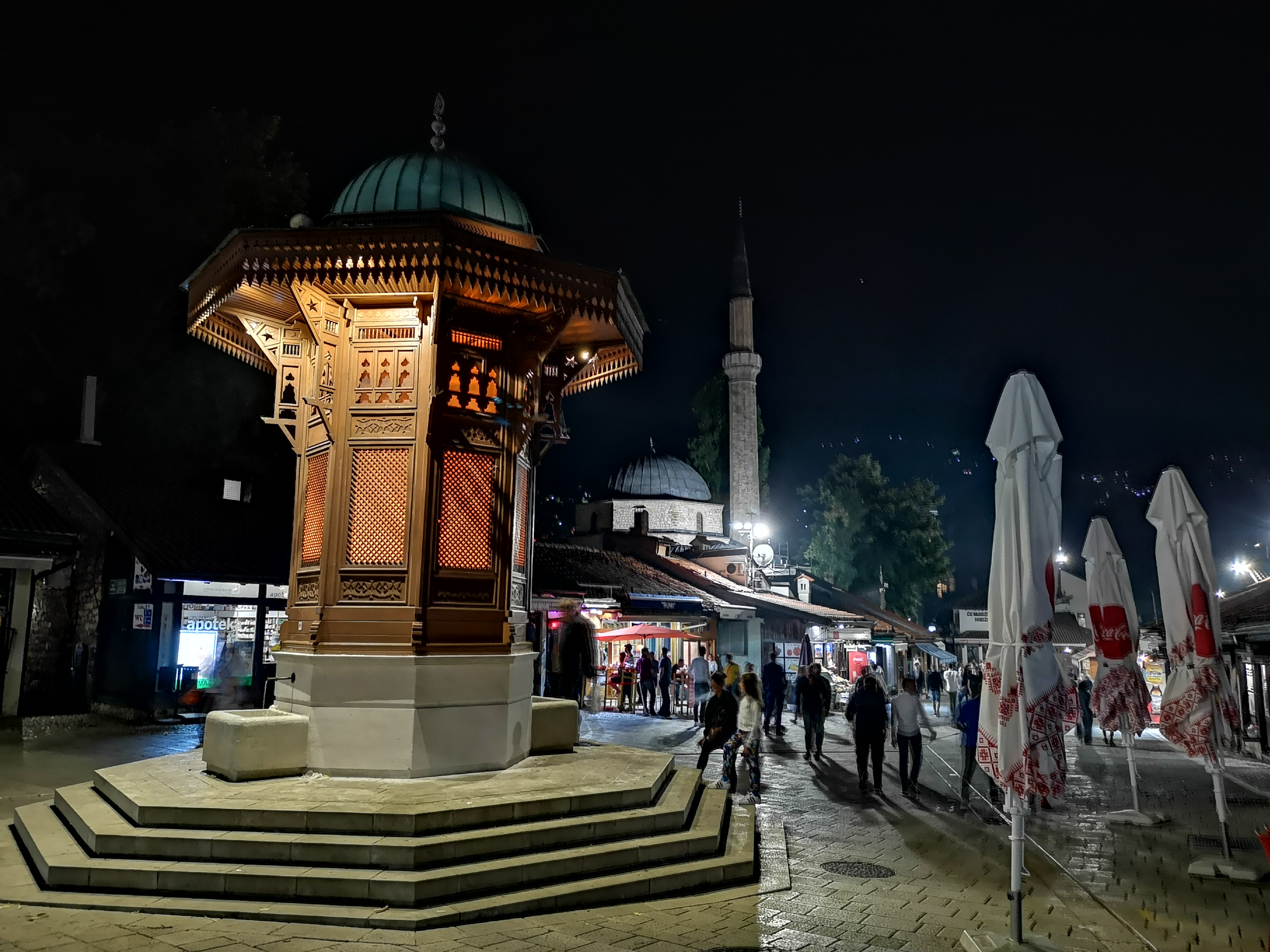
Fontaine Sebilj, dans le quartier Baščaršija, la vieille ville de Sarajevo

  - Novo Sarajevo, Stari Grad, Hadžići, Ilijaš, Vratnik (Sarajevo) (en), Vogošća
- Aire métropolitaine :
  - Hadžići, Ilidža, Pale, Sokolac, Trnovo, Breza, Vareš, Visoko, Kiseljak, Kreševo, Olovo
- Faubourgs : 
  - Alipašino polje, Babića bašća, Baščaršija , Čengić vila, Dobrinja , Grbavica, Džidžikovac, Hrasno , Koševo, Mejtaš, Marijin dvor, Otoka, Višnjik
- et la partie Est de Sarajevo, faisant partie désormais de la république serbe de Bosnie : Istočno Sarajevo (Sarajevo orientale ou Sarajevo serbe).

## Démographie

### Généralités
Aucun recensement général n'a été effectué en Bosnie-Herzégovine depuis 1991. De ce fait, ni la population de la ville de Sarajevo ni celle du canton dont elle est le centre n'est connue exactement. Le recensement comportait la structure ethnique de la population mais, par la volonté de Tito aucune catégorie ne représentait les populations actuellement déclarées comme bosniaques de la ville ou de l'agglomération ; la majorité d'entre elles était comptabilisée sous la catégorie Musulmans.

### Population
Selon des données du recensement de 1991, l'agglomération de Sarajevo comptait 527 049 habitants et la ville de Sarajevo intra muros 416 497. La dernière estimation réalisée par le gouvernement du canton de Sarajevo, datant du 30 juin 2008, faisait état d'une population de 421 389 habitants dans l'ensemble du secteur cantonal. En 2009, selon le site de la ville Sarajevo, la population de la ville proprement dite est estimée à 297 416 habitants.
Dans l'agglomération de Sarajevo (1991) et dans l'actuel canton de Sarejevo (2008), la population était répartie de la manière suivante :
Selon les statistiques officielles du gouvernement, la densité de la population de Sarajevo est de 2 470,1 habitants par km2. La partie la plus densément peuplée est la municipalité de Novo Sarajevo (7524,5 hab km²), et la moins densément peuplée est la municipalité de Stari Grad (742,5 hab. km²)[réf. nécessaire].
Selon les estimations de 2008 et dans l'ensemble du canton, sur un total estimé de 421 389, on comptait 70 141 habitants âgés de 0 à 14 ans (16,64 %), 282 407 de 15 à 64 ans (67,02 %) et 68 841 de plus de 65 ans (16,34 %). Pour l'ensemble de la fédération de Bosnie-et-Herzégovine chacune de ces catégories représentait respectivement (18,06 %), (67,88 %) et (14,06 %).

### Nationalités
Avant la guerre de Bosnie-Herzégovine, Sarajevo était une ville multiculturelle brassant des populations serbes orthodoxes, croates catholiques et bosniaques musulmans, plus encore avant la Seconde Guerre mondiale où figuraient également des Juifs, pour la plupart massacrés au camp de concentration de Jasenovac. En 1991, les 527 049 habitants recensés dans l'agglomération se répartissaient de la manière suivante :
Toutes les municipalités comptaient une majorité absolue ou relative de Bosniaques, à l'exception de celle de Pale qui était à majorité serbe (68,99 %).

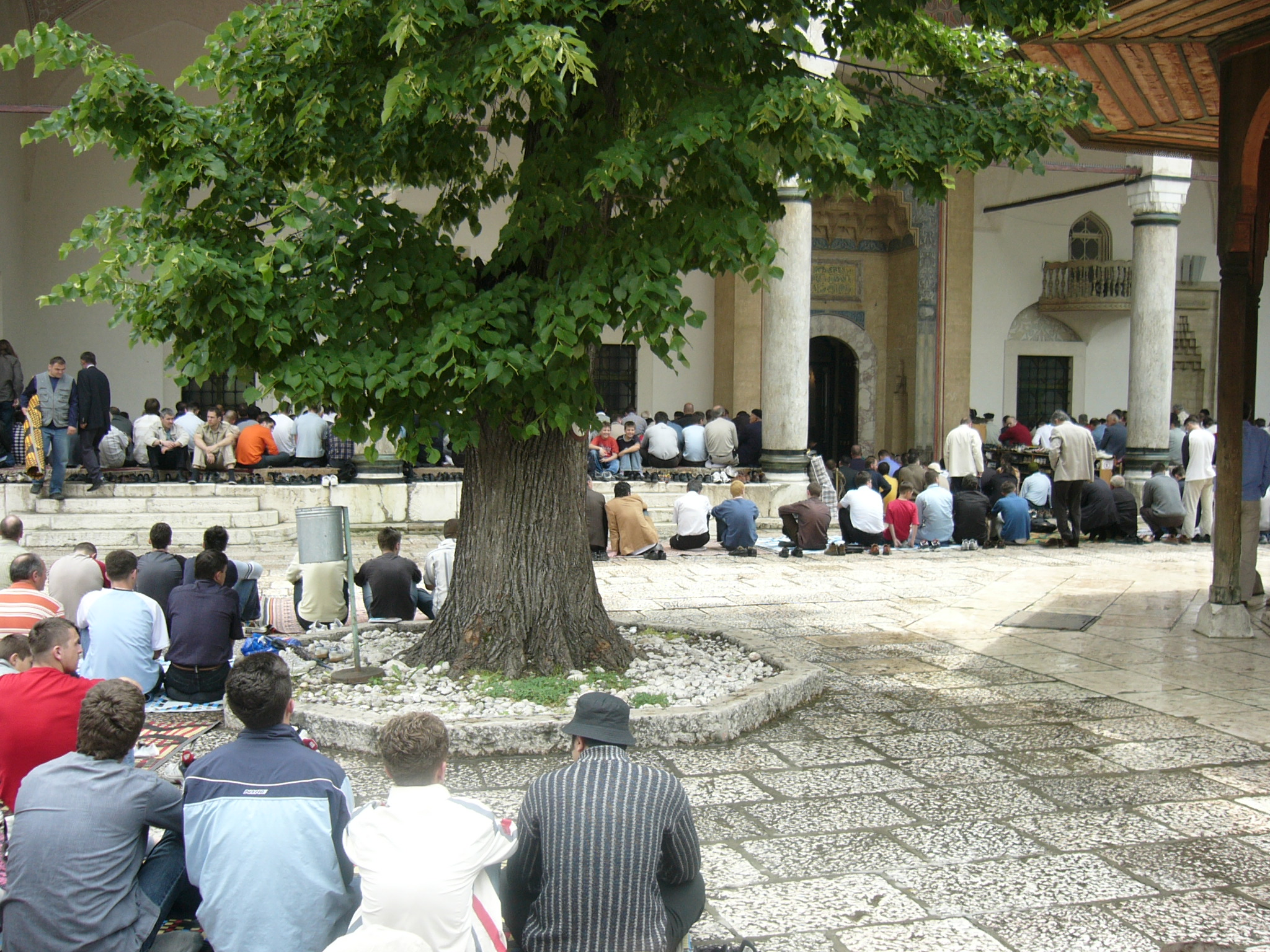
Mosquée de Gazi Husrev-bey

Dans la ville elle-même, les 416 497 habitants se répartissaient de la manière suivante :
Pendant la guerre de Bosnie-Herzégovine et après les accords de Dayton, de nombreux mouvements de population ont eu lieu, entraînant d'importants changements dans la structure de la population. La guerre a fait environ 10 000 morts et provoqué le départ de la ville de nombreux Serbes. Des secteurs à majorité serbe, dont la municipalité de Pale, ont été rattachés à la république serbe de Bosnie. De ce fait, en 1998, la ville de Sarajevo comptait désormais 78,3 % de Bosniaques (les anciens Musulmans du recensement de 1991) sur une population évaluée à l'époque à 274 526 habitants. Après la guerre, sur les 157 000 Serbes que comptait Sarajevo, il n'en restait plus qu'environ 10 000. Sous l'impulsion de l'Office du Haut représentant international en Bosnie-Herzégovine, la Déclaration de Sarajevo a été signée le 3 février 1998, avec comme but de faire de la capitale bosnienne « un modèle de coexistence et de tolérance pour le reste du pays ». Cet accord, notamment signé par les membres de la Présidence de la Bosnie-Herzégovine, prévoyait pour 1998 20 000 retours minoritaires ; on en a officiellement enregistré 4 934.

### Religions
La ville foisonne de mosquées, d'églises catholiques, orthodoxes et quelques synagogues car ces dernières ont été pour la plupart détruites ou reconverties après la disparition presque totale de la communauté juive.

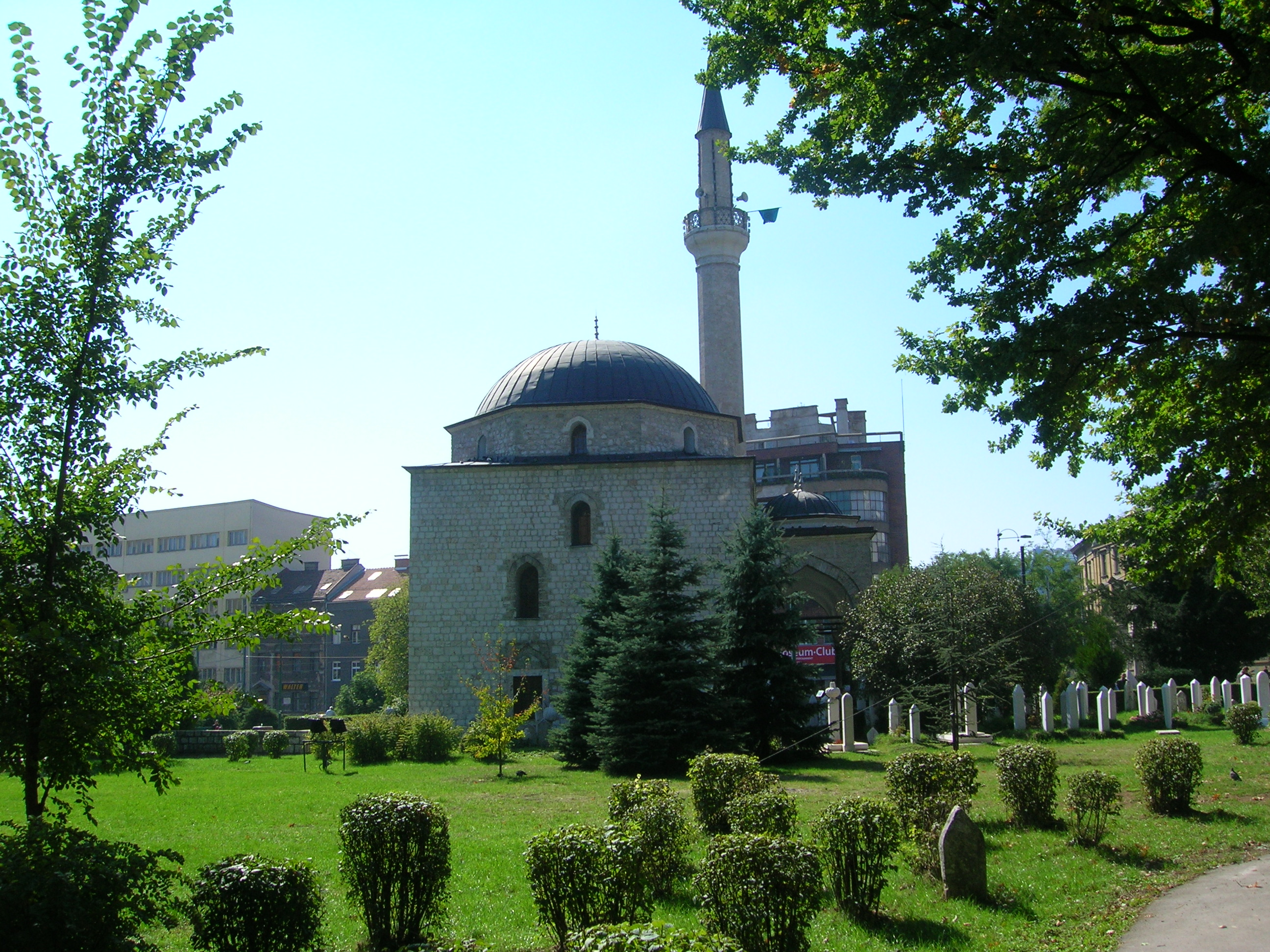
La mosquée d'Ali-pacha
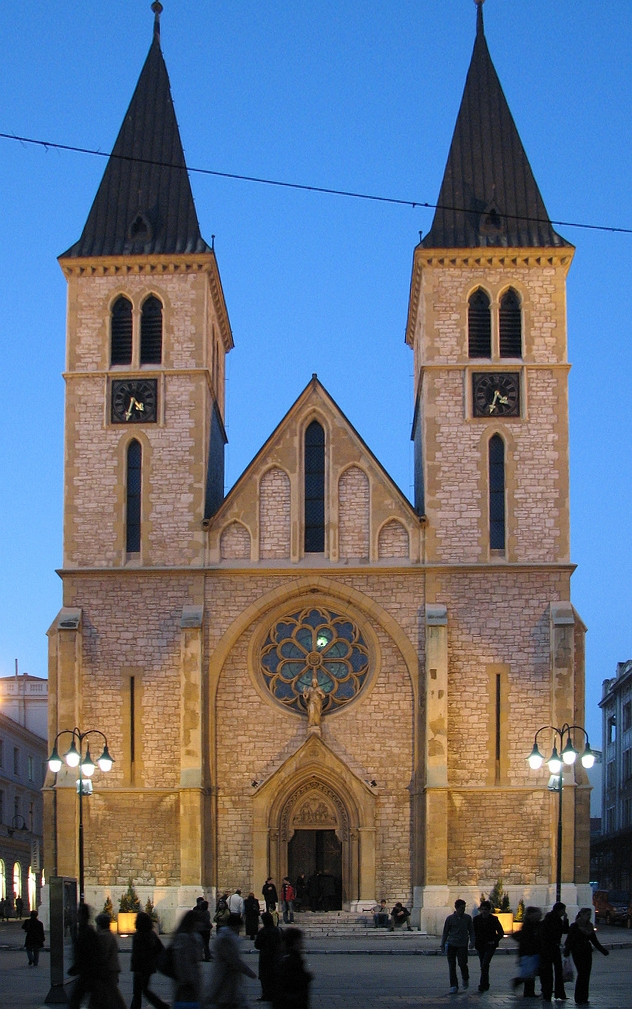
La cathédrale catholique du Cœur-de-Jésus
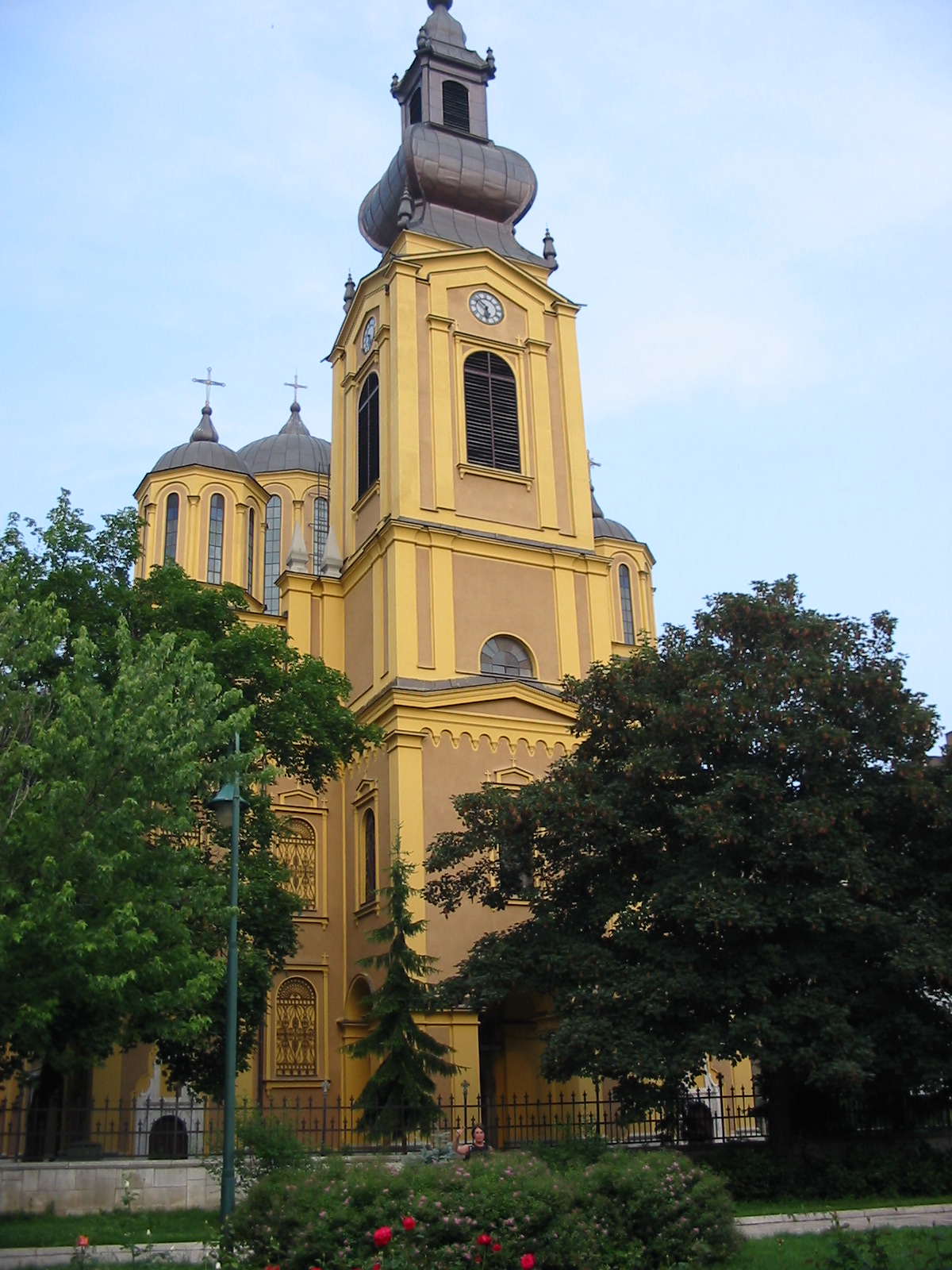
La nouvelle église orthodoxe serbe
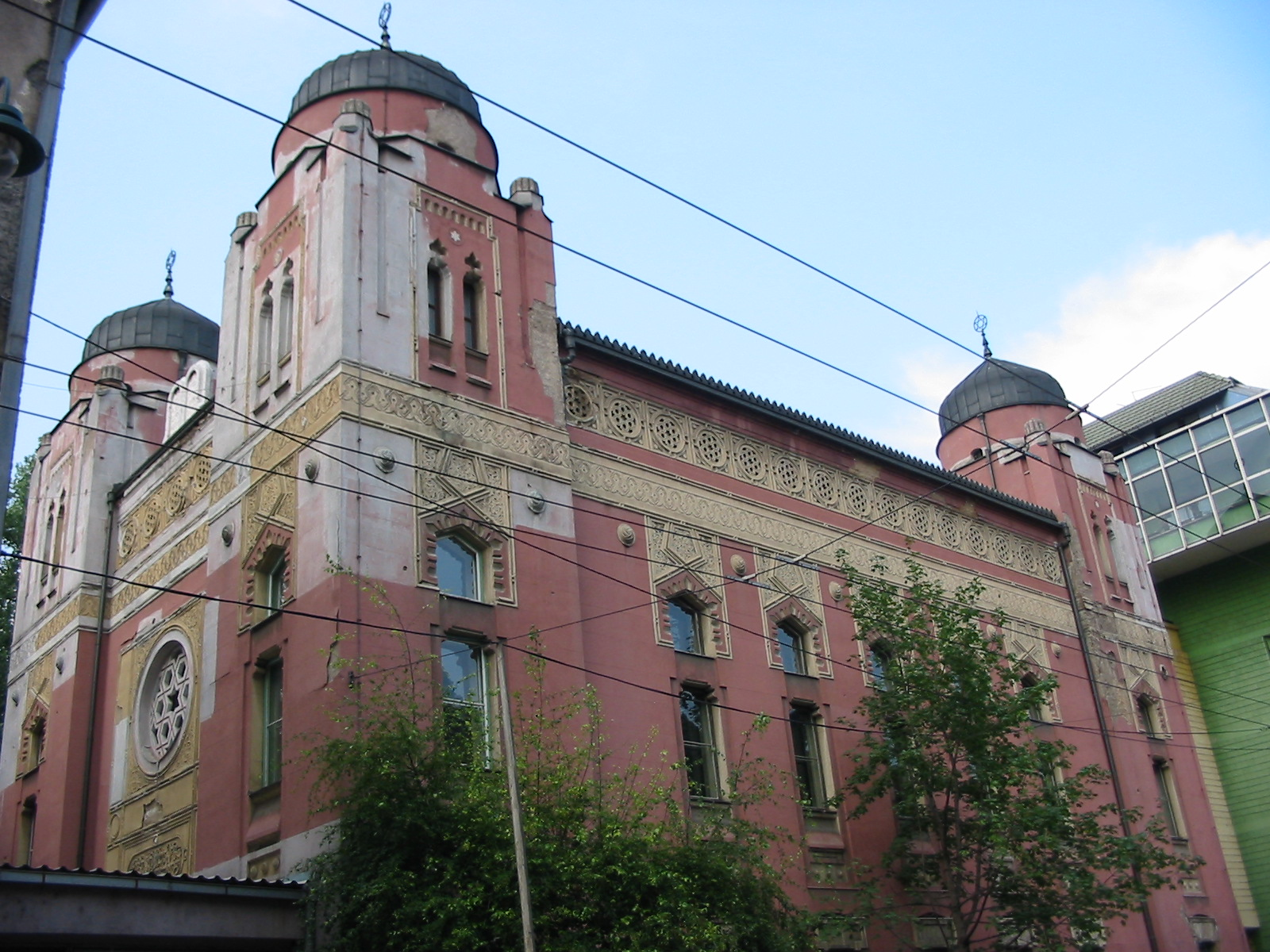
Synagogue de Sarajevo

## Culture
Sarajevo accueille chaque année de nombreux événements culturels comme les Nuits de Bašćaršija (Baščaršijske noći), un festival qui, pendant tout le mois de juillet, propose des animations et des spectacles culturels divers ; il doit son nom au quartier ancien de Baščaršija dans lequel il se déroule. La capitale bosnienne est également le lieu d'un festival de cinéma appelé le Festival d'hiver et d'un Festival du film, ainsi que d'un Festival de jazz. Un Festival international de folklore (Međunarodni festival folklora) est également organisé en juillet.

### Littérature

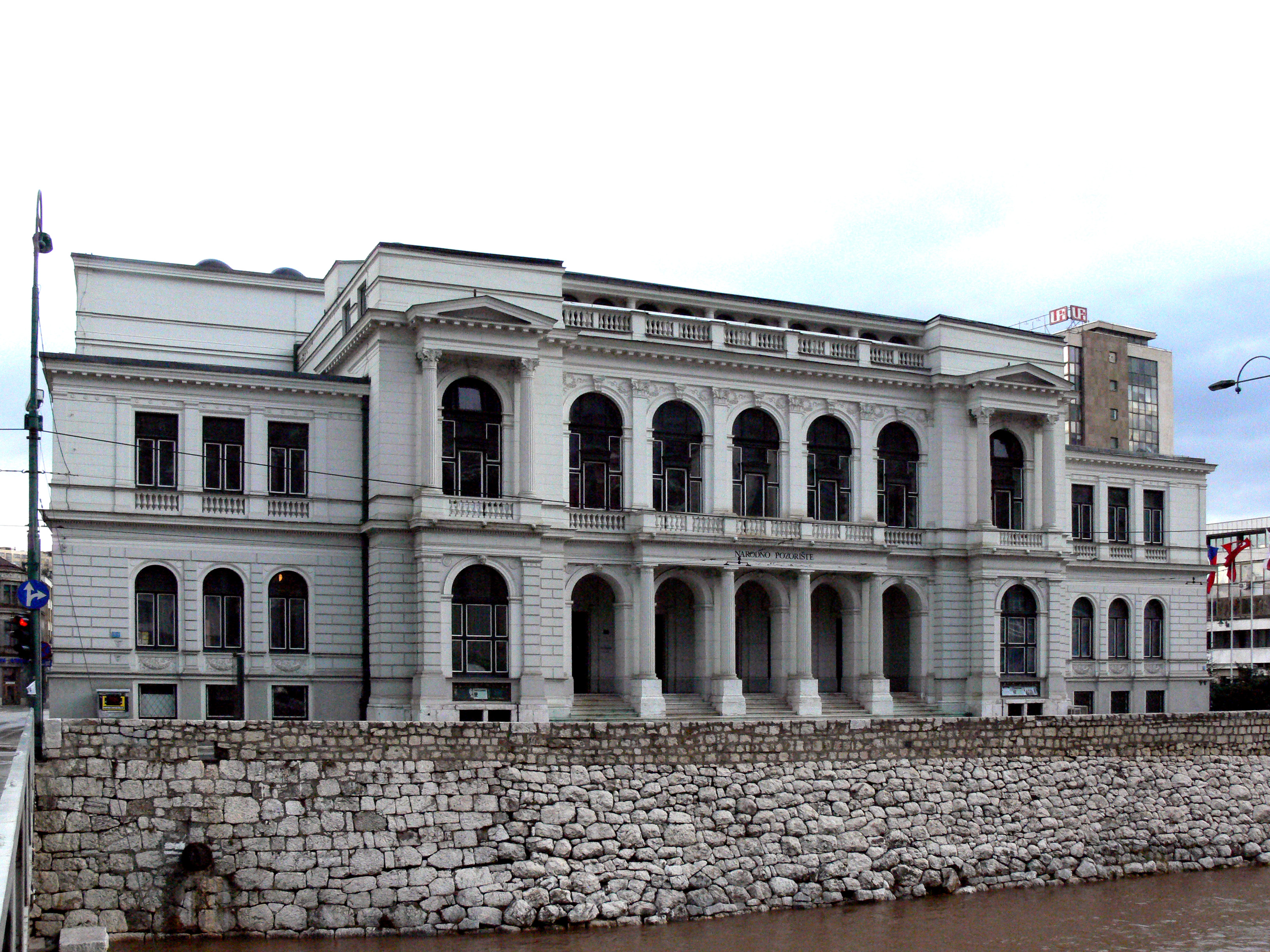
Le théâtre national de Sarajevo

Parmi les écrivains du XXe siècle originaires de la ville, on peut aussi citer Momo Kapor, Aleksandar Hemon, Miljenko Jergović et Abdulah Sidran, qui a écrit des scénarios pour le réalisateur Emir Kusturica.

### Théâtre
Le musée de Littérature et de théâtre présente une exposition de nombreuses affiches de théâtre à Sarajevo, dont la première représentation (au sens moderne) aurait eu lieu en 1870. Il détient également divers éléments pour une histoire de l'art des marionnettes en Bosnie-Herzégovine.
L'Académie des Arts de Performance de Sarajevo (en) (bosnien : Akademija scenskih umjetnosti Sarajevo / Академија сценских умјетности Сарајево), de l'université de Sarajevo, est le principal organisme public de formation (du pays) pour les diverses formes de théâtre, danse, et cinéma.

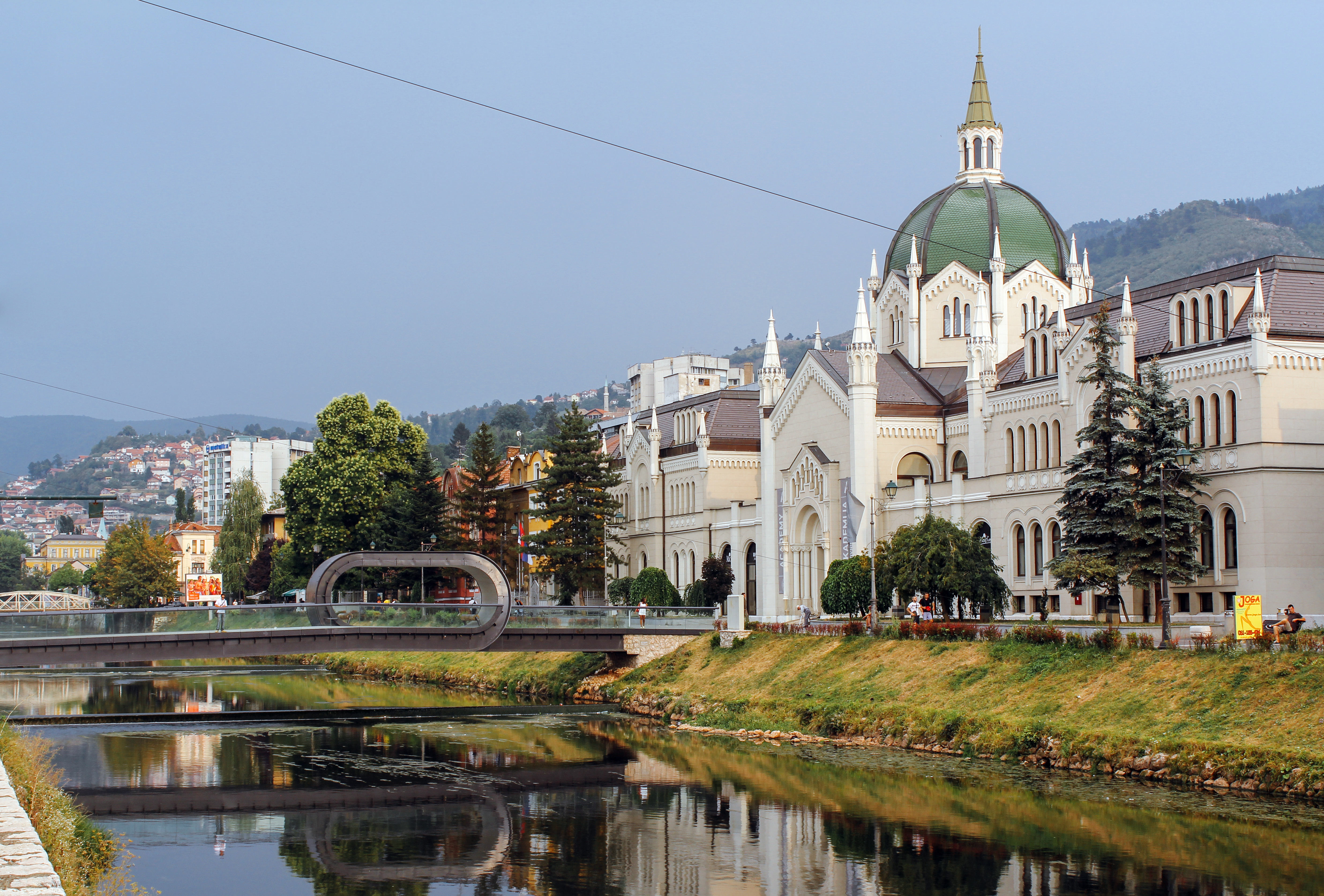
Académie des Beaux Arts

La ville possède de nombreux théâtres, dont le plus important est le Théâtre national de Sarajevo (1899, 600 places). Le Mess des officiers à Sarajevo (1881, Dom Armije u Sarajevu) offre également une salle de concert/conférence, et une salle de projection/conférence.
Les compagnies de théâtre importantes de la ville sont :
- le Théâtre de chambre 55 (en), Kamerni teatar 55[46],
- le Théâtre de la jeunesse de Sarajevo (en) (Pozorište mladih)[47], depuis 1950 (Théâtre Pionnier), rouvert en 1997
- le Théâtre de guerre de Sarajevo (en) (Sarajevski ratni teatar, SARTR), créé en 1992[48], fondé en 1992
- l'Aparat Teatar[49],
- le Magacin Kabare, Mehmermica Trg 5, quartier Ciglane (par Alipasina).

### Musique et danse
En musique, Sarajevo possède son Orchestre philharmonique de Sarajevo (en) (Sarajevska filharmonija), officiellement créé en juillet 1923.
La ville accueille également le Festival International de Guitare de Sarajevo (en).
L'Académie de Musique de Sarajevo (en) est particulièrement active : Majske Muzičke Svečanosti (Cérémonies musicales de Mai), Sonemus Fest (Samostalna Organizacija NovE MUzike Sarajevo, Society Of NEw MUsic Sarajevo, Société de Musique Nouvelle de Sarajevo), Orchestre à cordes (Gudački orkestar), Orchestre symphonique (Simfonijski orkestar), Chœur mixte et féminin (Mješoviti i Ženski hor), Ensemble ethno-académique (Ansambl Etnoakademik).
L'Institut de Musique Contemporaine et des Arts Associés (INSAM Sarajevo) (en), fondé en janvier 2015, bosnien et international, développe une approche de recherche interdisciplinaire et transdisciplinaire, dans et pour la musique, en association avec les nouveaux paradigmes artistiques.
Dans la seconde moitié du XXe siècle, la ville a été un des centres des musiques pop et rock en Yougoslavie, avec des groupes issus de l'école de pop rock de Sarajevo. Parmi ces groupes, on peut signaler Bijelo dugme qui, créé par Goran Bregović, avait comme chanteur fétiche Željko Bebek, ces deux musiciens étant nés à Sarajevo ou encore le groupe Indeksi. Dans leur continuité, on peut citer des groupes comme Crvena Jabuka, Plavi Orkestar ou Zabranjeno pušenje et des chanteurs comme Kemal Monteno et Dino Merlin ; l'un des titres de Monteno, Sarajevo Ljubavi Moja (« Sarajevo, mon amour », a remporté un vif succès. D'autres chanteurs ou musiciens comme Đorđe Novković et son fils Boris, Davorin Popović, Zdravko Čolić ou Jadranka Stojaković sont originaires de la capitale bosnienne.
La ville abrite de nombreux clubs et bars à jazz (et blues) de qualité.
Depuis 2015, la ville accueille le Festival International de la Danse et de l'Amitié.

### Cinéma et télévision
Pour le cinéma, Sarajevo est la ville natale du réalisateur bosnien Emir Kusturica, mais aussi celle d'autres réalisateurs comme Ademir Kenović, Benjamin Filipović, Pjer Žalica, Danis Tanović et Jasmila Žbanić. La capitale, qui possède un certain nombre de salles de cinéma, est aussi connue pour ses sociétés de production cinématographiques, parmi lesquelles figurent Sutjeska film et Bosna film.

### Culture populaire
Après la guerre de Bosnie-Herzégovine, Sarajevo a inspiré la culture populaire internationale. Le film Bienvenue à Sarajevo a été tourné en 1997 par le réalisateur britannique Michael Winterbottom. Le groupe de rock irlandais U2 a remporté un vif succès avec Miss Sarajevo et, en 1995, le groupe de metal progressif Savatage' a évoqué des Roméo et Juliette sarajéviens dans son album-concept Dead Winter Dead. Sarajevo est également le nom d'un groupe de East Windsor, dans le New Jersey. Le poète Semezdin Mehmedinović a écrit son ouvrage Sarajevo Blues pendant le siège de Sarajevo en 1992.
- Festival du film de Sarajevo depuis 1995
- Jazz Fest Sarajevo (en) depuis 1997
- Nuits de Baščaršija (en) depuis 2003
- Sarajevo Winter Festival (en) depuis 1984[58], en partie au B&H Army Hall (Zelenih beretki 2), dit Mess des officiers à Sarajevo (Dom Oružanih snaga Bosne i Hercegovine)
- Dom Mladih (en) (1969, avec une grande salle de 2 000 places complétée par une seconde salle de 600 places)
- Culture de Sarajevo (en)
- Sarajevo International Culture Exchange (en) (2003-2007)

### Institutions culturelles

#### Archives et bibliothèques

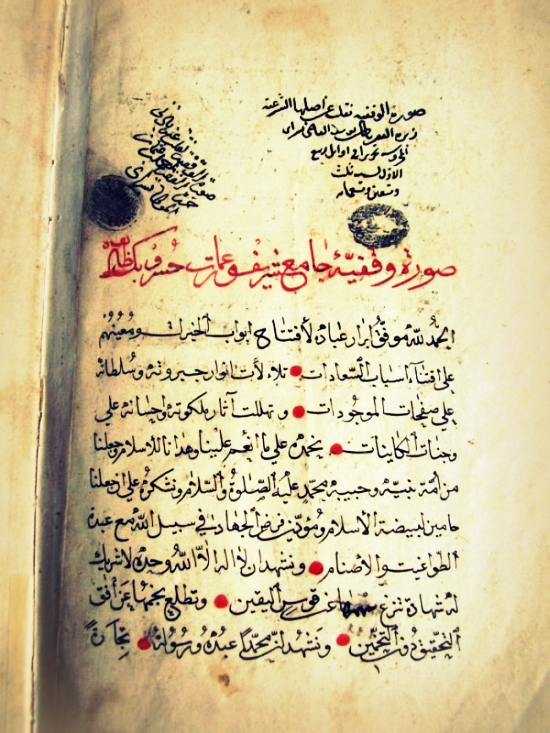
Vakufnama, document médiéval en arabe à la Bibliothèque Gazi Husrev-Bug, 1537

Sarajevo possède de nombreuses institutions culturelles importantes comme les Archives historiques de la ville (Historijski arhiv Sarajevo), qui abritent environ 14 000 documents remontant à la période ottomane, defters (registres), sidžils (comptes rendus judiciaires), salnamas (almanachs), takvims (calendriers), ainsi que des manuscrits, des livres imprimés etc. ; elles conservent également des documents plus tardifs et, notamment, une collection de photographies.

À l'époque ottomane, la Bibliothèque Gazi Husrev-beg (Gazi Husrev-begova biblioteka), fondée en 1537, fut, à l'époque de sa création, une des plus importantes des Balkans ; elle consiste en un fonds originel de 10 000 manuscrits en arabe, turc et persan, auxquels sont venus s'ajouter de nombreux livres, soit en tout environ 60 000 volumes ; un nouveau bâtiment est en cours de construction pour accueillir toute cette collection. La Bibliothèque nationale et universitaire de Bosnie-Herzégovine, quant à elle, a été créée en 1945.

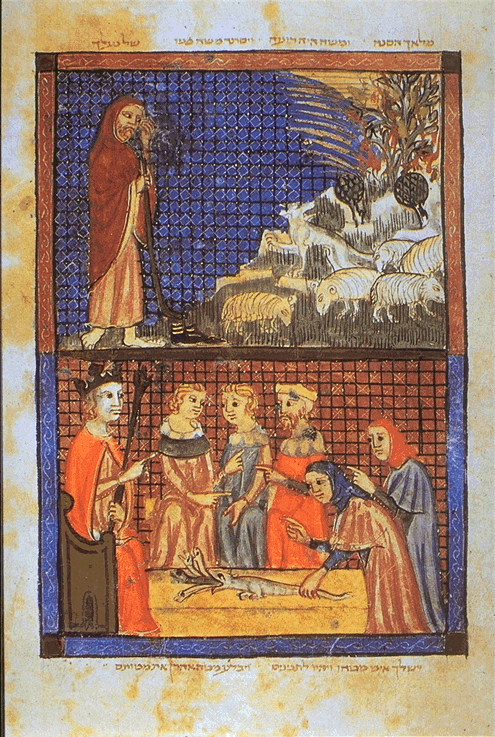
Enluminures de la Haggadah de Sarajevo,

Le musée le plus important de la ville est le musée national de Bosnie-Herzégovine (Zemaljski Muzej Bosne i Hercegovine), créé en 1888 et installé dans ses locaux actuels en 1913. Ses activités se répartissent en quatre unités principales (archéologie, ethnologie, sciences naturelles, bibliothèque), autour desquelles se sont développés d'autres ensembles comme l'Institut d'études orientales, l'Institut d'études balkaniques ou l'Institut de biologie ; il abrite également la Galerie d'art de Bosnie-Herzégovine. Une des pièces maîtresses du musée est la Haggadah de Sarajevo, une Haggadah rédigée à Barcelone vers 1350 et ornée d'enluminures.

#### Musées
Le musée historique de Bosnie-Herzégovine, créé en 1945, rassemble environ 300 000 objets, couvrant toute l'histoire de la Bosnie-Herzégovine. Il présente une exposition permanente, « Sarajevo, ville assiégée ».
Sarajevo abrite également le musée de littérature et d'art dramatique de Bosnie-Herzégovine, créé en 1961 et membre de la SIBMAS (Société Internationale des Bibliothèques et des musées des Arts du spectacle).
Le musée de Sarajevo (Muzej Sarajeva), créé en 1949, se compose de cinq ensembles, : le bezistan de Brusa, un marché couvert d'un dôme et construit en 1551, la Svrzina kuća, une maison construite aux XVIIIe et XIXe siècles, la maison Despić, dont les parties les plus anciennes remontent au XVIIe siècle, le musée de Sarajevo 1878-1918, qui rassemble des collections sur la période austro-hongroise de la ville et sur l'attentat de Sarajevo, et le musée juif de Bosnie-Herzégovine (Muzej jevreja Bosne i Hercegovine), installé dans la plus ancienne synagogue de la ville.

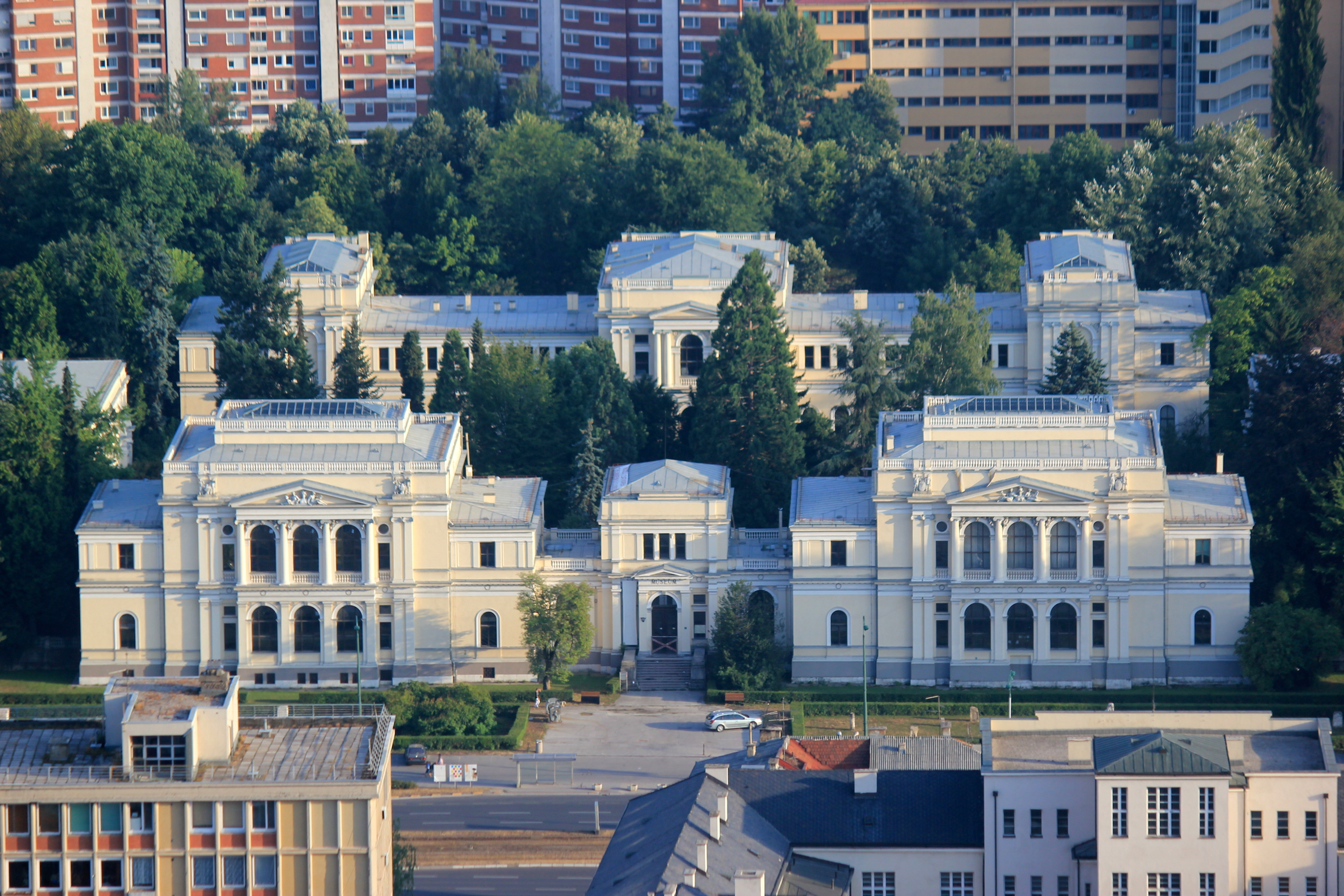
Musée national de Bosnie-Herzégovine

Le musée Ars Aevi (en), musée d'art contemporain de la capitale bosnienne, devrait bientôt aménager dans de tout nouveaux locaux.
Le musée des illusions d'optique de Sarajevo, MOI (Sarajevo), 28 rue Skenderija, sur le modèle du musée des illusions de Belgrade, est ouvert depuis février 2020.
Le « Muzej Valter brani Sarajevo » (Dženetića Čikma 12, 71000 Sarajevo) rend hommage au héros Valter (de la libération de Sarajevo en 1945) et au film qui en a été réalisé : Walter défend Sarajevo (1972).
Autres :
- Musée Alija Izetbegović (2007), vers le cimetière de Kovači,
- Gallery 11/07/95 (en) (2012),
- War Childhood Museum (2017)…

#### Galeries
- Collegium Artisticum (en), vaste lieu d'expositions et d'interventions, au sous-sol du complexe Skenderija, Terezije b., Centar)
- Galerie 11/07/95 (en) sur le massacre de Srebenica
- Galerie d'Art Contemporain (Brodac, 4), ou Galerija Savremene Umjetnosti Brodac
- Galerie Java (Maréchal Tito, 21)
- Galerie Mersa Berber (Vladislava Skarica, 5, Hôtel Europe)
- Galerie Roman Petrovic (Maréchal Tito, 54)
- Galerie Preporod (Maréchal Tito, 54)
- Galerie du Théâtre National (Obala Kulina bana 9)
- Galerie Ulupubih (Kosevo, 7)
- Galerie Zvono (Obala Maka Dizdara, 10)
- KSC Skenderija (Terezie bb)
- Photo-Galerie Jeliveca (Jeliveca, 1)
- Studio Collection Zec (Maréchal Tito, 31/II)
- Vijejnica (Obala Kulian bana 1)

#### Centres culturels
Sarajevo possède aussi de nombreux centres culturels comme l'Institut bosniaque de Sarajevo (en)-Fondation Adil Zulfikarpašić, le Bosanski kulturni centar, le Sarajevo art, qui organise de nombreuses manifestations comme les Nuits de Bašćaršija et le Festival international de folklore ou encore le Obala Art centar.
Fonctionnent aussi des institutions culturelles étrangères :
- le centre André Malraux[82], dans ses nouveaux locaux Tina Ujevica
- l'American Corner[83]
- l'Institut Goethe[84]
- le British Council[85]
- le Centre culturel turc
- l'Office culturel espagnol
- le centre culturel de la république islamique d'Iran (face à la flamme éternelle)…

### Architecture
- Monuments nationaux de Sarajevo
- Commission pour la protection des monuments nationaux de Bosnie-Herzégovine
- Édifices (et structures) religieux à Sarajevo (en)
  - Judaisme (séfarade): Synagogue de Sarajevo (1902), Vieille synagogue de Sarajevo (1581), Cimetière juif de Sarajevo, Il Kal Grande (en)
  - Christianisme :
    - catholique romain : Église Saint-Antoine-de-Padoue de Sarajevo (1912-1914), Cathédrale du Cœur-de-Jésus de Sarajevo (1884-1889), Église Saint-Joseph de Sarajevo (1940)
    - serbe orthodoxe : Cathédrale de la Nativité-de-la-Mère-de-Dieu de Sarajevo (1863-1868), Église Saint-Michel-et-Saint-Gabriel de Sarajevo (?1500), Église de la Sainte Transfiguration de Sarajevo (en) (1940)

  - Islam : Mosquée de Muslihudin Čekrekčija (1526), Mosquée de Gazi Husrev-bey (1531), Mosquée d'Ali-pacha (1560-1561), Mosquée de Vekil Harač (1541-1561), Mosquée de Fehrad-bey (1561-1562), Mosquée du voïvode Čoban Hasan (avant 1565), Mosquée impériale de Sarajevo (1565), Mosquée du roi Fahd (Sarajevo) (en) (2000), Mosquée de l'Istiklal (Sarajevo) (en) (2001), Mosquée Baitus Salam (Sarajevo) (en) (2004)

#### Période ottomane

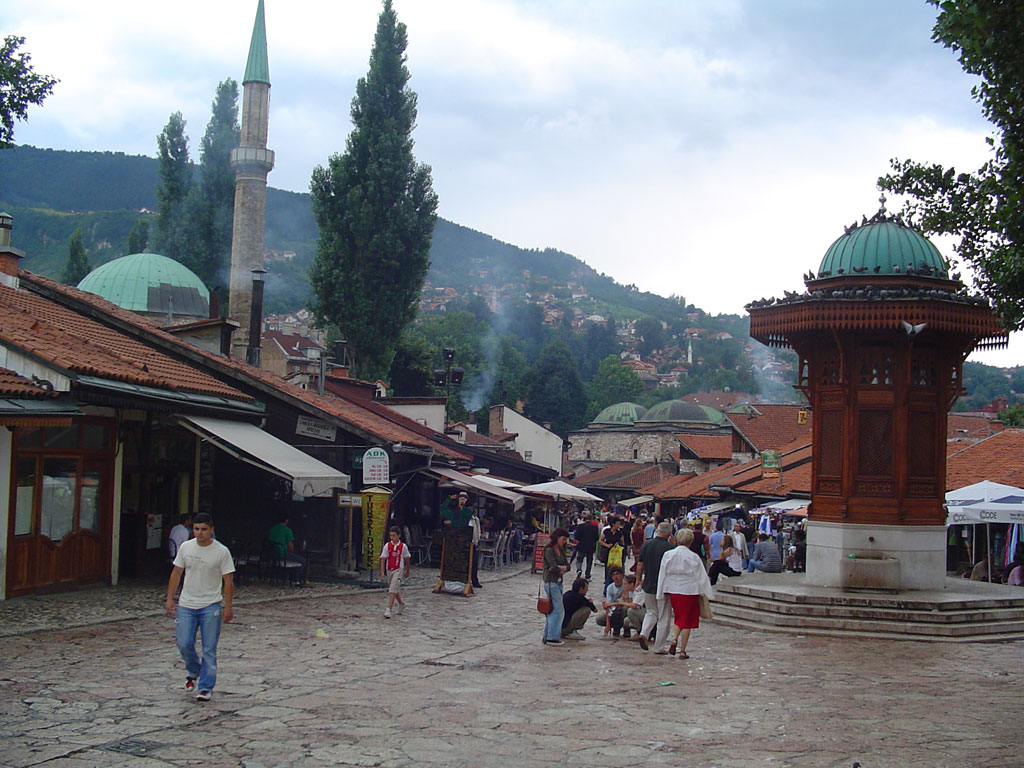
Le quartier de Baščaršija.

Sarajevo conserve un important patrimoine architectural datant de la période ottomane de son histoire, notamment au centre-ville dans le quartier de Baščaršija, une čaršija caractéristique de l'urbanisme turc, regroupant autour d'une fontaine des édifices religieux et de petits commerces.
Construit pour l'essentiel au XVIe siècle, ce quartier abrite aussi des konaks (vastes résidences), des hans (caravansérails) et des bezistans (marchés couverts).

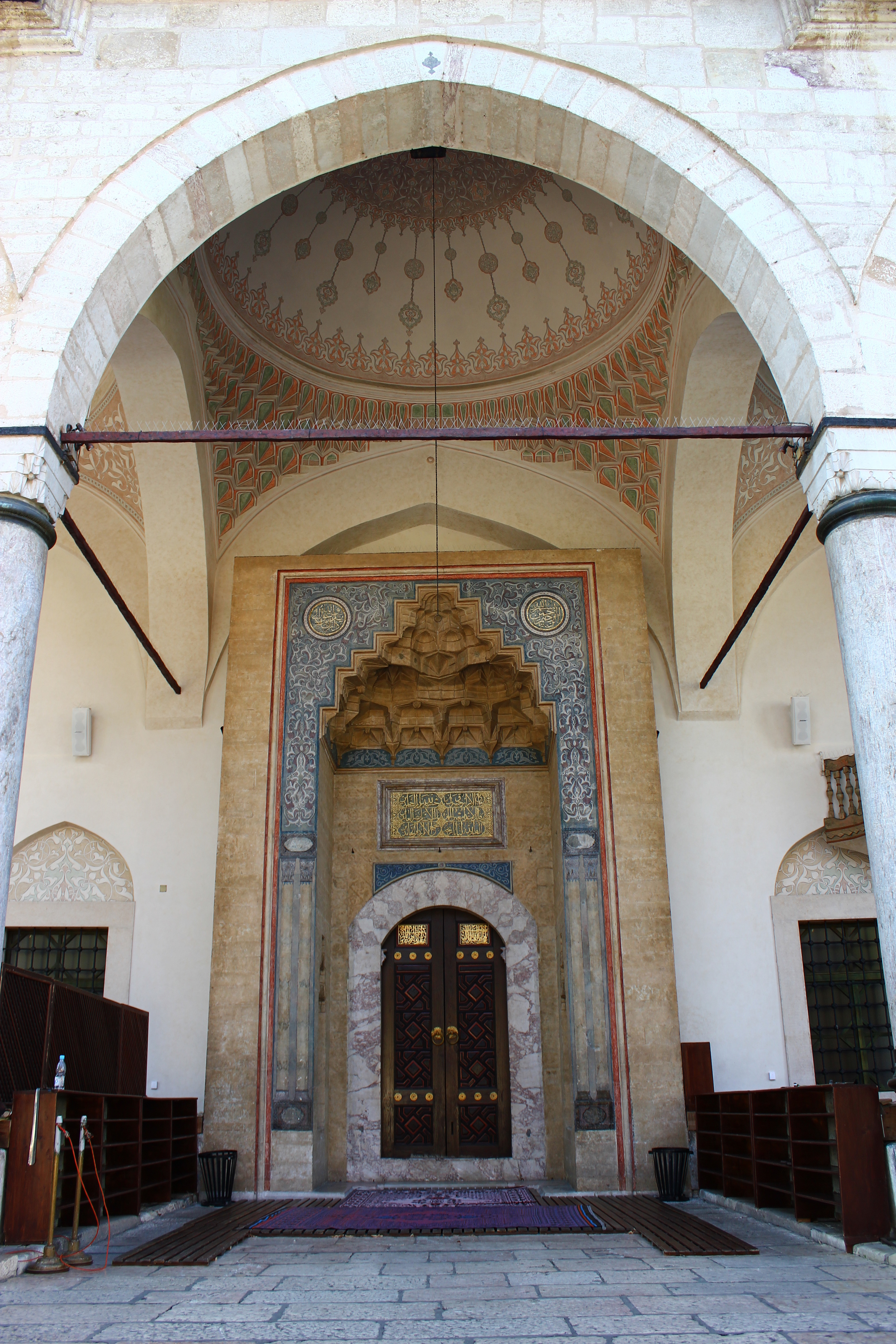
Mosquée GaziHusrev-beg

La mosquée de Baščaršija (Baščaršijska džamija) a été construite vers 1528 ; à l'origine, elle était surmontée d'un dôme en bois, incendié en 1697, lors de l'attaque de la ville par Eugène de Savoie ; le dôme en pierre actuel a été édifié après la Seconde Guerre mondiale ; la mosquée possède un minaret en pierre haut d'environ 35 m. La mosquée de Gazi Husrev-bey (Gazi Husrev-begova džamija) a été édifiée en 1530-1531 sur l'ordre de Gazi Husrev-bey ; elle est l'œuvre de l'architecte Sinan, qui, entre autres, a réalisé la mosquée Selimiye d'Edirne, en Turquie ; la salle de prière est surmontée d'un dôme de 26 m de haut et la mosquée possède un minaret qui s'élève à 45 m. Cette mosquée est le centre d'un vaste ensemble architectural incluant la tour de l'Horloge de Sarajevo (Sarajevska sahat-kula), construite à la fin du XVIe siècle et mentionnée pour la première fois au XVIIe siècle par le géographe ottoman Katip Çelebi, la médersa de Gazi Husrev-bey, construite en 1537 et les vestiges d'un khanqah, ainsi que le bezistan de Gazi Husrev-bey (Gazi Husrev-begov bezistan), construit dans les années 1537-1547.
Toujours dans le quartier de Baščaršija, l'église orthodoxe Saint-Michel-et-Saint-Gabriel est mentionnée pour la première fois en 1539. Situé à environ 3 km à l'est de Sarajevo, le Pont des chèvres (Kozija ćuprija), qui franchit d'une seule arche la rivière Miljacka, date de la première moitié du XVIe siècle.

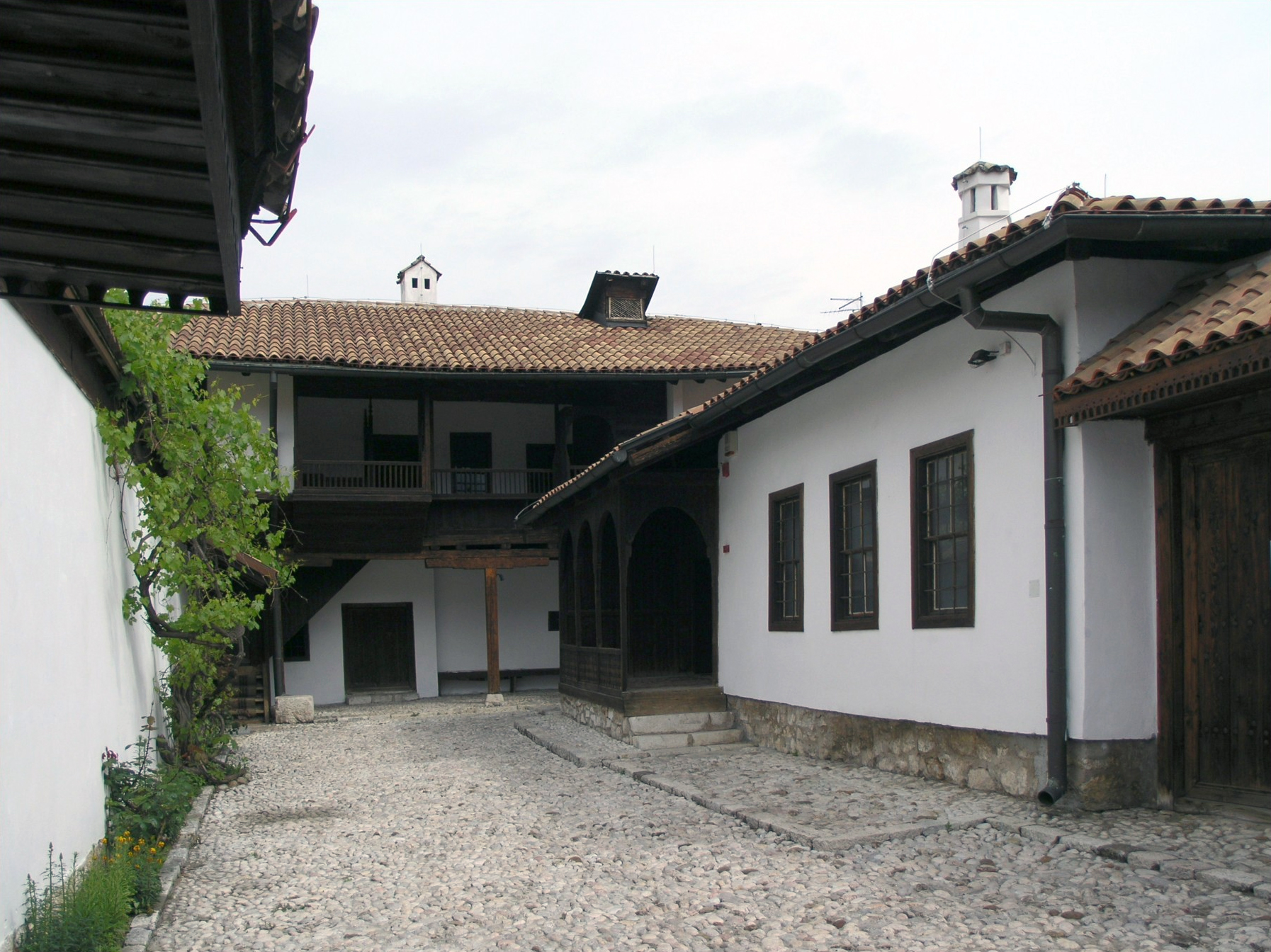
La Svrzina kuća.

La seconde moitié du XVIe siècle est également riche en monuments. La Bijela tabija, la « Forteresse blanche », dans l'actuelle municipalité de Stari Grad, a été construite vers 1550 sur un site défensif plus ancien et plusieurs fois remaniée depuis cette époque. Dans le quartier de Baščaršija, le bezistan de Brusa (Brusa bezistan), ainsi nommé en référence à la ville turque de Bursa (Brouse), a été construit en 1551 sur l'ordre de Rustem-paša Opuković (1500-1561), originaire de Sarajevo et grand vizir de Soliman le Magnifique ; il était notamment consacré au commerce de la soie. De cette époque date également le han de Morića, un caravansérail construit en 1551.

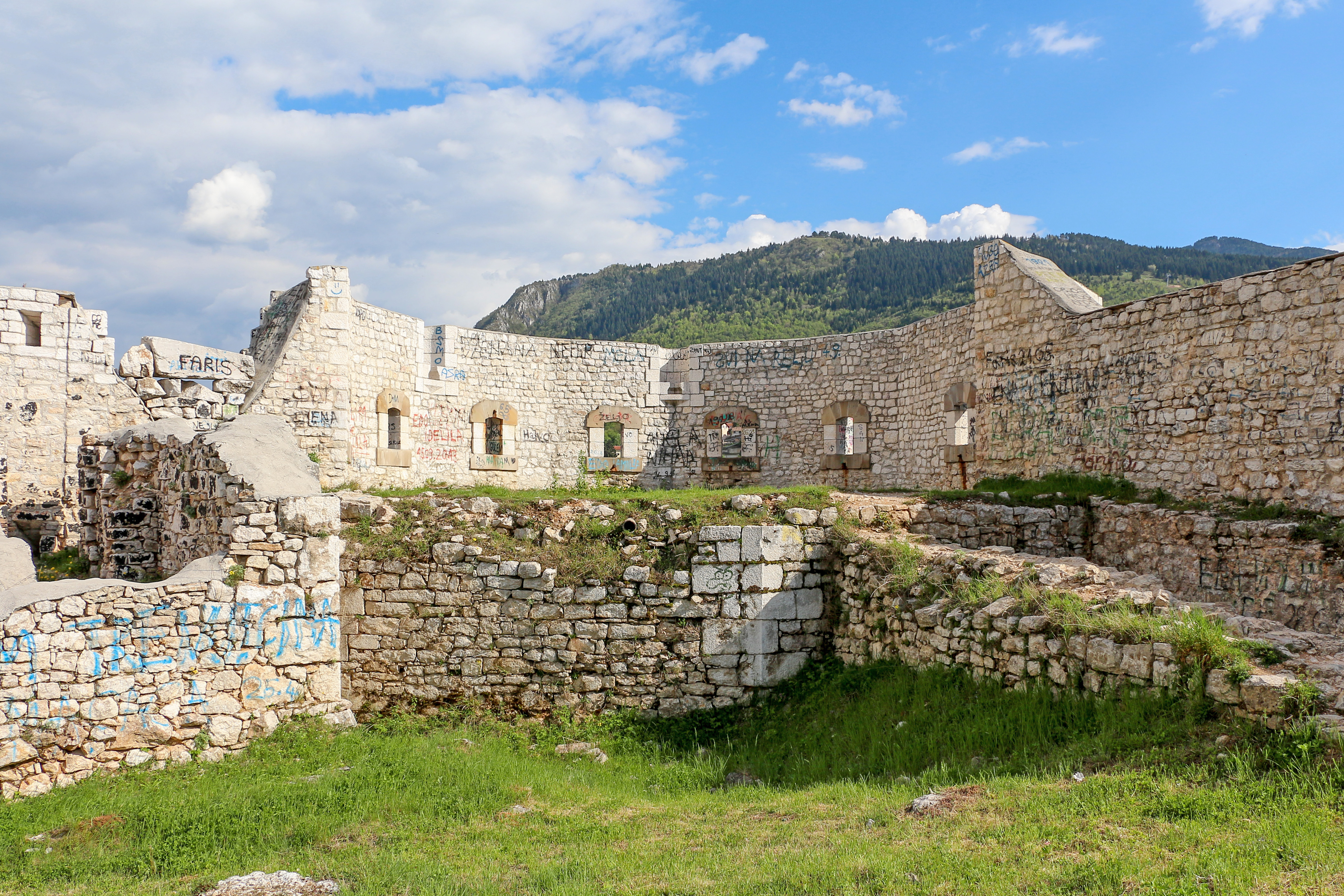
La Forteresse Blanche.

Parmi les nombreuses mosquées de la seconde moitié du XVIe siècle, on peut citer la mosquée d'Ali-pacha (Alipašina džamija), qui date de 1560-1561, la mosquée Ferhadija, construite sur l'ordre de Fehrad-bey Vuković-Desisalić en 1561-1562, et, surtout, la mosquée impériale (Careva džamija), construite une première fois en 1462 par Isa-beg Išaković, détruite par le despote serbe Vuk Grgurević et totalement reconstruite sous sa forme actuelle en 1566 sur l'ordre de Soliman le Magnifique.
De cette période date également la Vieille synagogue, construite en 1580-1581, qui accueille aujourd'hui les collections du musée juif de Bosnie-Herzégovine.
De la fin de la période ottomane datent des édifices comme la fontaine Sebilj, érigée au centre du quartier de Baščaršija en 1754, le pont latin (Latinska ćuprija), dont le nom est associé à l'attentat de Sarajevo en 1914, mais aussi le turbe des sept frères (Turbe sedam braće) (1815). La cathédrale orthodoxe de la Nativité-de-la-Sainte-Mère-de-Dieu (en serbe : Саборна Црква Рођења Пресвете Богородице et Saborna Crkva Rođenja Presvete Bogorodice) a été construite de 1863 à 1868 par l'architecte Andreja Damjanov.
De riches demeures particulières attestent encore de la vitalité architecturale de cette période, comme la Svrzina kuća, dans le quartier de Ćurčića Brijeg, construite aux XVIIIe et XIXe siècles et aujourd'hui transformée en musée,, ou le konak de Bistrik, souvent familièrement appelé le Konak, construit entre 1867 et 1869, qui accueille aujourd'hui des réceptions et sert de résidence aux invités de la Présidence de la Bosnie-Herzégovine,

#### Période austro-hongroise

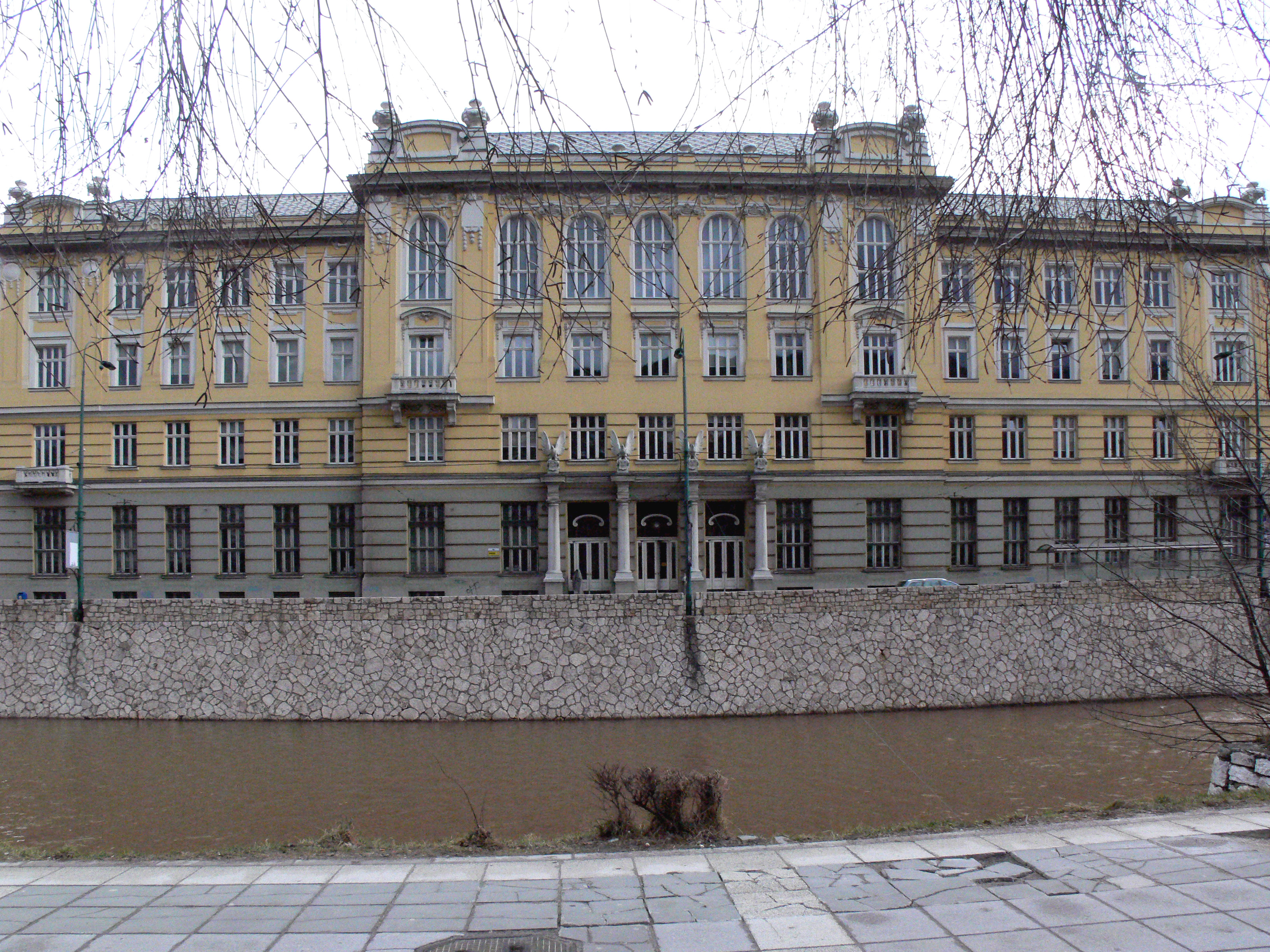
La Poste centrale de Sarajevo.

L'année 1878, qui voit la Bosnie et l'Herzégovine placées sous protectorat autrichien, marque un tournant dans l'architecture de la ville, avec la construction d'édifices à l'occidentale. Parmi les architectes importants de cette période compte Josip Vancaš à qui Sarajevo doit trois églises catholiques : la Cathédrale catholique du Cœur-de-Jésus, connue également sous le nom de Cathédrale de Sarajevo, construite entre 1883 et 1889 et caractéristique du style néogothique, l'église de la Sainte-Trinité, construite en 1906 dans un style néo-roman et l'église du monastère franciscain de Sarajevo, dédiée à saint Antoine de Padoue et construite en 1914 dans un style néogothique. Vancaš a également dessiné des bâtiments publics comme le bâtiment du Gouvernement de Bosnie-Herzégovine, construit en 1884-1885 dans un style néorenaissance, un édifice qui accueille aujourd'hui la Présidence de la Bosnie-Herzégovine, ou encore celui de la Poste centrale ; il est aussi l'auteur d'immeubles de bureau ou d'habitation, comme l'immeuble du 17 rue Veliki Alifakovac, construit en 1910, ou encore l'Hôtel Continental, construit en 1909, ces deux immeubles étant considérés comme typiques de la Sécession bosnienne,.
L'architecte Karel Pařík (1857-1942) a également laissé son empreinte dans la ville. On lui doit des bâtiments importants comme ceux du Théâtre national, construit en 1897-1898, de l'église évangélique, construite en 1898-1899 dans un style néobyzantin, qui abrite aujourd'hui l'Académie des beaux-arts,, ou ceux de l'actuel musée national de Bosnie-Herzégovine, construits de 1908 à 1910 dans un style néoclassique. Il a également dessiné les plans du Premier lycée (Prva gimnazija), construit en 1890-1891 dans un style néo-Renaissance, de la synagogue de Sarajevo (ashkénaze) (Aškenaška sinagoga), construite en 1902 dans un style néo-mauresque ou du Palais de justice (Pravosudna palata), réalisé entre 1912 et 1914, lui aussi dans un style néorenaissance. Paržik a poursuivi sa carrière après la période austro-hongroise, notamment avec l'église catholique Saint-Joseph, construite en 1940 dans un style néo-roman. L'architecte Aleksandar Wittek, quant à lui, est l'auteur de deux monuments emblématiques de la capitale bosnienne, la fontaine de Sebilj, une fontaine publique du quartier de Baščaršija, édifiée dans un style néo-mauresque en 1891, et, surtout, il a dessiné les premières esquisses de l'hôtel de ville, achevées par Ćiril Iveković (1864-1933) ; le bâtiment est lui aussi caractéristique du style néo-mauresque.
La période austro-hongroise se caractérise également par la construction de riches demeures privées. L'architecte Josef Gramer a construit la maison du docteur Paul Orešković en 1914, dans un style typique de l'Art nouveau. La maison Despić, dont l'origine remonte au XVIIIe siècle, construite dans un style traditionnel ottoman, a pris son aspect actuel en 1881 ; elle abrite aujourd'hui un département du musée de Sarajevo,.

#### DuXXesiècleà nos jours
L'architecture au XXe siècle dépend beaucoup de l'urbanisme, au niveau du canton, particulièrement dans la construction de logements sociaux.
La construction d'immeubles de prestige relève également d'une idéologie d'État très interventionniste.
Depuis 1996 et la fin des conflits, une part importante des investissements porte sur la reconstruction et/ou la rénovation des bâtiments, publics et privés.
Parmi les réalisations importantes depuis 120 ans :

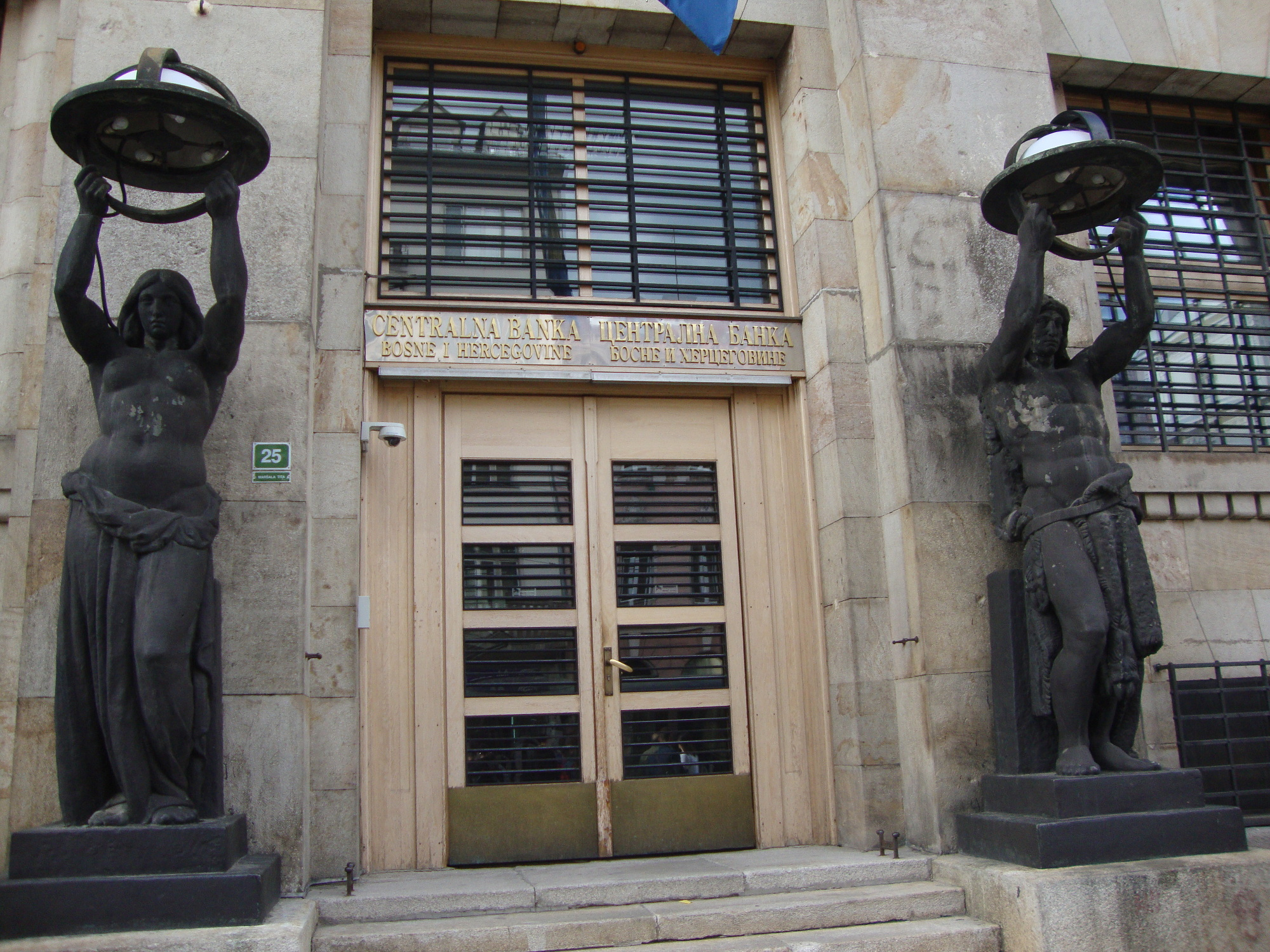
Sarajevo-banque centrale

- Banque sur la rive de l'Obala (1912-1913, Rudolf Tönnies)
- Bâtiment (1927) de la Banque centrale de Bosnie-Herzégovine (1997)
- Église de la Sainte Transfiguration (Novo Sarajevo) (en) (1940, rénovation des fresques en cours)
- Centre Culturel Bosnien (en) (BKC, Rudolf Lubinski, Ivan Štraus, 1930, puis 1965, 1999, avec extension 2015)
- Gare centrale de Sarajevo (en) (1882, reconstruite en 1949)
- Institut Oriental de Sarajevo (en) (1950, à peu près ravagé en 1992)
- Dom Mladih (en) (Maison de la Jeunesse, 1959, rénové en 2009), salles de spectacle (une grande, une petite)
- Centre International pour les enfants et les jeunes (en) (1961, rénové 1997, étendu 2001), hommage à Vaso Pelagić
- Skenderija (en) (1969, incendié en 1992, rénové à partir de 2000, toit effondré en 2012, rénové depuis), centre culturel, sportif et commercial
- Zetra Olympic Hall (Sarajevo) (en) (1981-1982, rénové en 1999)
- Bâtiment de l'amitié entre la Grèce et la Bosnie-Herzégovine (1974, restauré en 2007, 80,7 m.)
- United Investment and Trading Company (en) (UNITIC, Ivan Štraus, tours jumelles, 1988)
- Mosquée du Roi Fahd (Sarajevo) (en) (2000)
- Bosmal City Center (BCC, 2001, 118 m)
- Bibliothèque Gazi Husrev-beg (en) (1537, reconstruite 2004-2014)
- Avaz Twist Tower (2006-2009, Faruk Kapidžić, 172-176 m.)
- Sarajevo City Center (en) (SCC, 2008-2014, Sead Gološ, 74 m.)
- Liste de centres commerciaux du canton de Sarajevo (en)

### Tourisme
Le tourisme est l'une des principales activités économiques de Sarajevo, et est en forte croissance depuis la fin de la guerre.
La chaîne des montagnes et les infrastructures issues des Jeux olympiques en font une destination idéale pour les sports d'hiver : Bjelašnica, Igman, Jahorina (station de ski) (en), Trebević, Treskavica.
Sa riche histoire de 600 ans est aussi une raison du nombre élevé de touristes : sites d'intérêt touristique à Sarajevo (en).
Le centre-ville désormais est à peu près piéton dans la ville austro-hongroise du XIXe siècle, et totalement dans la ville ottomane.

### Sport
Sarajevo a accueilli les Jeux olympiques d'hiver en 1984. Cependant le sport a toujours joué un rôle important dans la vie de la cité. Un des sports préférés des Sarajeviens est le football. La ville compte deux clubs de football rivaux, le FK Sarajevo et le FK Željezničar Sarajevo, tous les deux ayant une longue tradition des rencontres européennes et internationales. Le stade de l'équipe nationale est le Kosevo stadium.
Le deuxième sport préféré est le basket-ball, dont le club de la ville, Bosna Sarajevo, remporta l'Euroligue en 1979. Le club d'échecs Bosna est aussi particulièrement réputé.

## Économie
Sarajevo est une des régions les plus importantes économiquement de Bosnie-Herzégovine. Son économie repose largement sur l'activité industrielle ainsi que le tourisme. En tant que centre des différents niveaux politiques, de nombreux habitants de Sarajevo travaillent pour le gouvernement. De nombreuses entreprises nationales et internationales sont aussi présentes et contribuent à sa bonne santé économique.

### Entreprises
L'activité industrielle de Sarajevo comprend les boissons, le textile, l'automobile, la sidérurgie, la pharmacologie ainsi que l'alcool et les cigarettes.
Une variété d'institutions économiques se trouve à Sarajevo. La banque centrale de Bosnie-Herzégovine a son siège dans la ville, comme de nombreuses banques privées. Au total, 19 banques ont leur siège à Sarajevo. La ville accueille aussi la bourse (Sarajevo Exchange of securities), l'institut de comptabilité et d'audit de la fédération de Bosnie-et-Herzégovine.
Parmi les entreprises implantées dans la ville, on peut noter Air Bosna, BH Telecom, Bosmal, Bosnalijek, CBS Bank, Dnevni Avaz, Energopetrol, Oslobođenje, Fabrika Duhana Sarajevo, Sarajevska Pivara, et Unioninvest.
Après les guerres de Yougoslavie, le groupe Volkswagen a rouvert en 1997 son usine, active depuis 1972, pour y assembler en SKD en nombre modeste des modèles Volkswagen, Škoda Auto, Audi, ainsi que des composants, et envisage d'y monter des véhicules utilitaires électriques.
- Liste de chaînes de supermarchés en Bosnie-Herzégovine (en)
- Liste de centres commerciaux en Bosnie-Herzégovine (en)
  - Mercator (entreprise) Centar Sarajevo (2000)
  - Wisa Shopping Center (2000)
  - Otoka Shopping Center (2006)
  - Grand Centar (2007)
  - Mercator (entreprise) Centar Dobrinja (2008)
  - BBI Centar (2009)
  - Alta Shopping Center (2010)
  - Importanne Center (2010)
  - Sarajevo City Center (SCC, 2014)
  - Bingo Plus (2015)

## Médias
En tant que capitale et plus grande ville de Bosnie-Herzégovine, Sarajevo concentre les principaux médias du pays. La plupart des chaînes de télévisions ont leur siège dans la ville, comme les journaux et magazines les plus populaires.
La presse écrite est la forme la plus populaire de média. Les deux journaux de «références» sont Oslobođenje et Dnevni Avaz. Le siège de ces deux journaux est situé dans la municipalité de Novi Grad, côte-à-côte.
La télévision est très populaire à Sarajevo, même si le nombre de chaînes dont dispose la plupart des Sarajeviens est limité, entre autres Pink, TVSA… Federalna televizija est la chaîne de télévision de la fédération de Bosnie-et-Herzégovine. Il existe aussi une chaîne de télévision et de radio publique au niveau national, BHT 1.
De nombreuses radios indépendantes existent, bien que l'audience soit concentrée sur quelques radios, Radio M, Radio Grad, eFM Student Radio et Radio Stari Grad. Radio Stari Grad est la radio la plus écoutée. Radio Liberté peut toujours être écoutée, et de nombreuses stations américaines et européennes sont disponibles dans la ville.
Depuis le 11 novembre 2011, la chaîne Al Jazeera Balkans émet depuis Sarajevo une version en serbo-croate à destination des pays de l'ancienne Yougoslavie ; elle émet depuis le BBI Centar.
- Médias à Sarajevo (en)

## Éducation

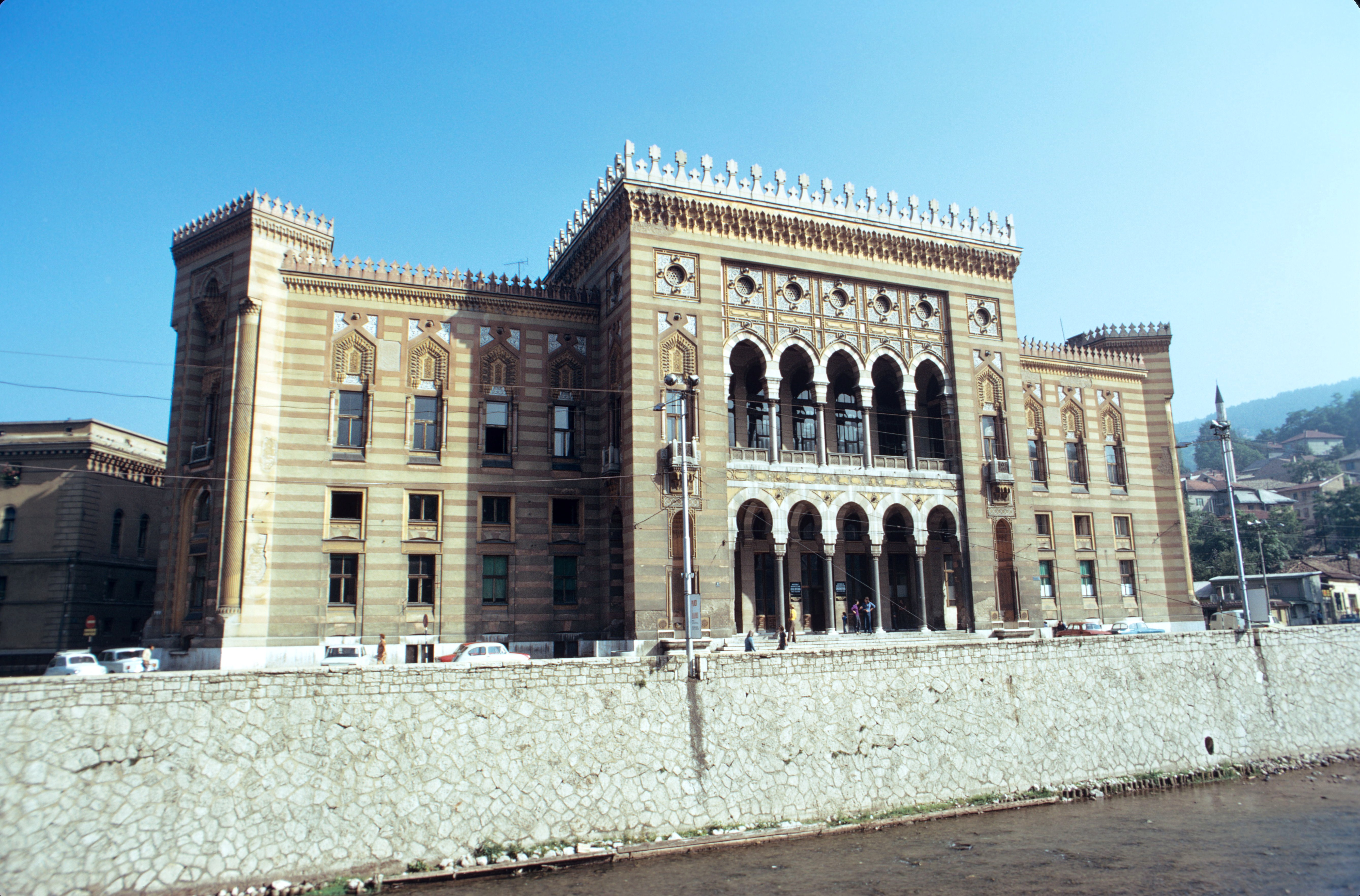
Le bâtiment de la Bibliothèque Nationale et Universitaire de Bosnie-Herzégovine à Sarajevo (1974).

La première université à Sarajevo est une école soufiste fondée en 1531 par Gazi Husrev-beg. Au fil des ans, de nombreuses écoles religieuses voient le jour. La bibliothèque de Sarajevo, à son apogée, est aussi réputée que la madrassa de Bayézid II.
L'annexion de la Bosnie par l'empire austro-hongrois introduit le mode d'éducation occidentale dans la ville. Le premier lycée est établi en 1887.
En 2020, Sarajevo compte 46 écoles élémentaires et 33 lycées (classes 10 à 13).
L'université de Sarajevo comprend les facultés de médecine, droit, agriculture, philosophie et économie.
L'offre universitaire publique consiste également en une Faculté de Sciences politiques deSarajevo (en), Académie de Musique de Sarajevo (en),Académie des Arts de la Performance à Sarajevo (en).

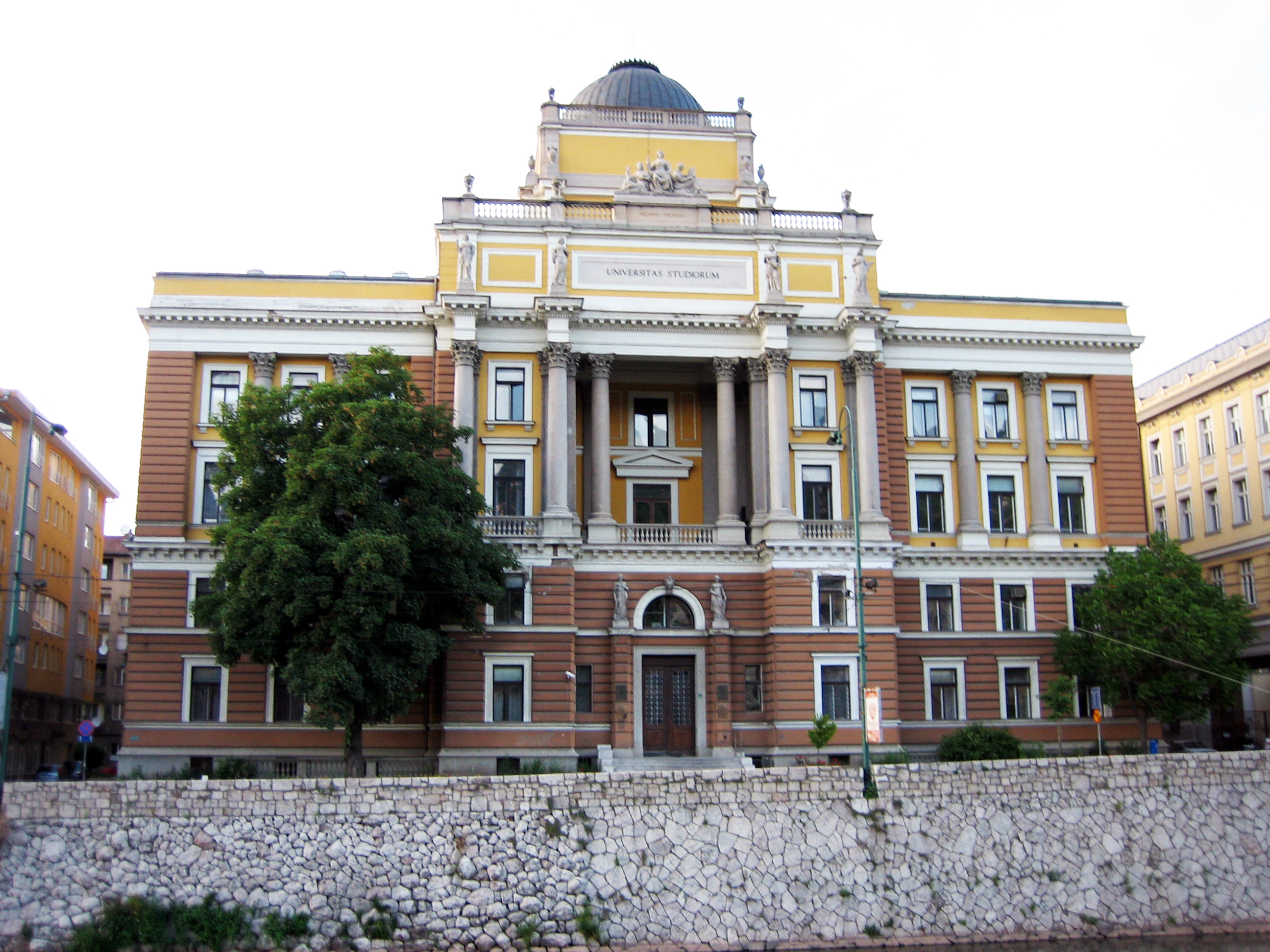
Université de Sarajevo

L'offre universitaire privée consiste en : Sarajevo School of Science and Technology (en) (SSST), International University of Sarajevo (en) (IUS), American University in Bosnia and Herzegovina (en) (AUiBH), Sarajevo Graduate School of Business (en) (SGSB), International Burch University (en) (IBU).
Mais aussi l'École de droit d'été de Sarajevo (en) (ELSA).
De plus, il existe plusieurs écoles internationales à Sarajevo, dont l'École Internationale de Sarajevo (en) et l'École Française de Sarajevo, créée en 1998, devenue le Collège international français de Sarajevo.
- Liste des universités (privées et publiques) à Sarajevo (en)

## Transports

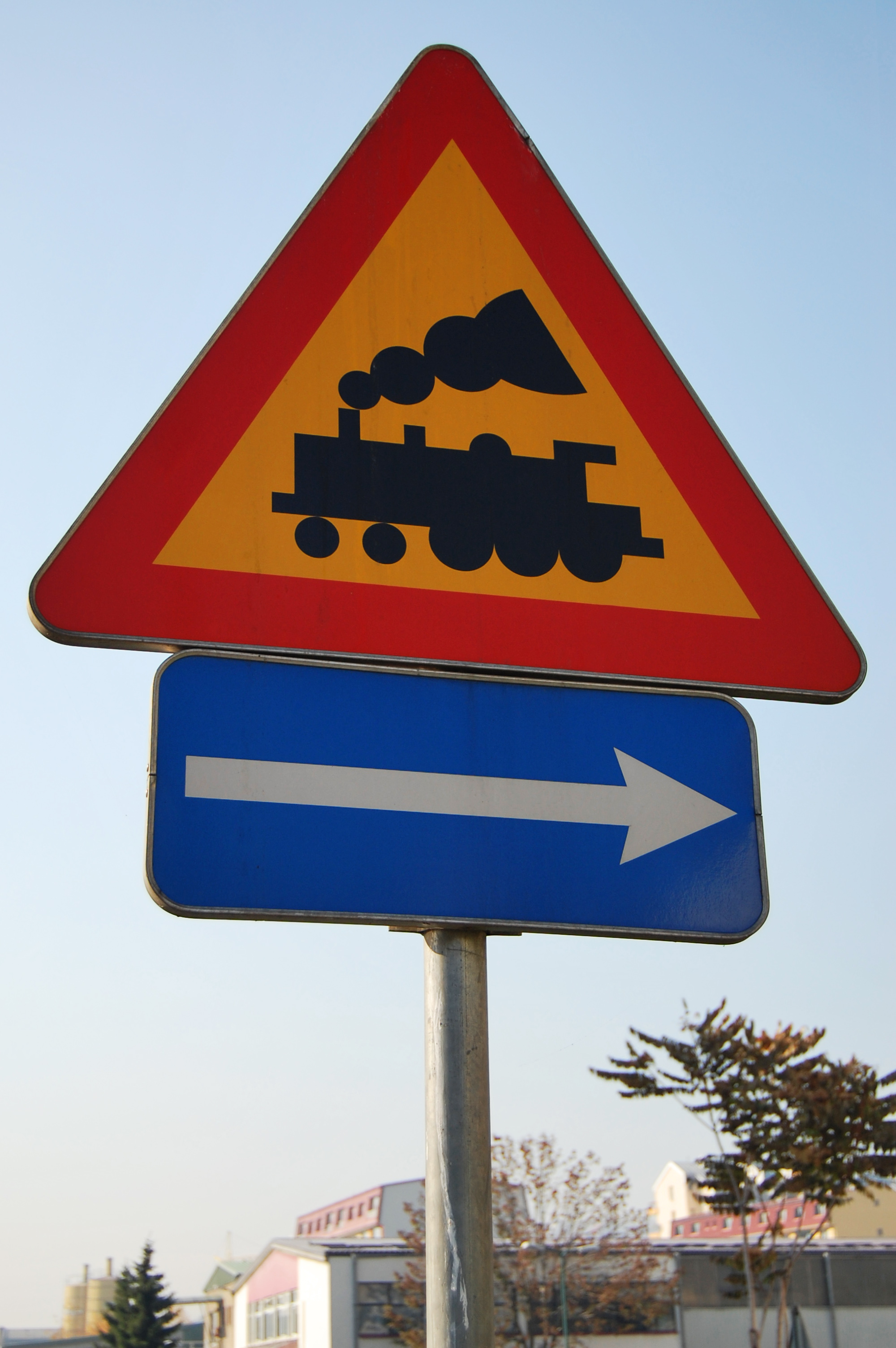
Indication routière sur la zone industrielle du Dr Fetaha Bećirbegovića

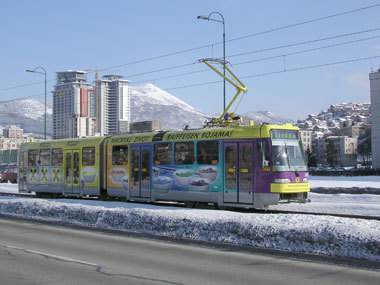
Le tramway à Sarajevo

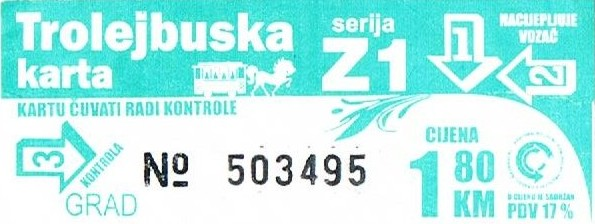
Ticket de trolleybus, Sarajevo, 2015

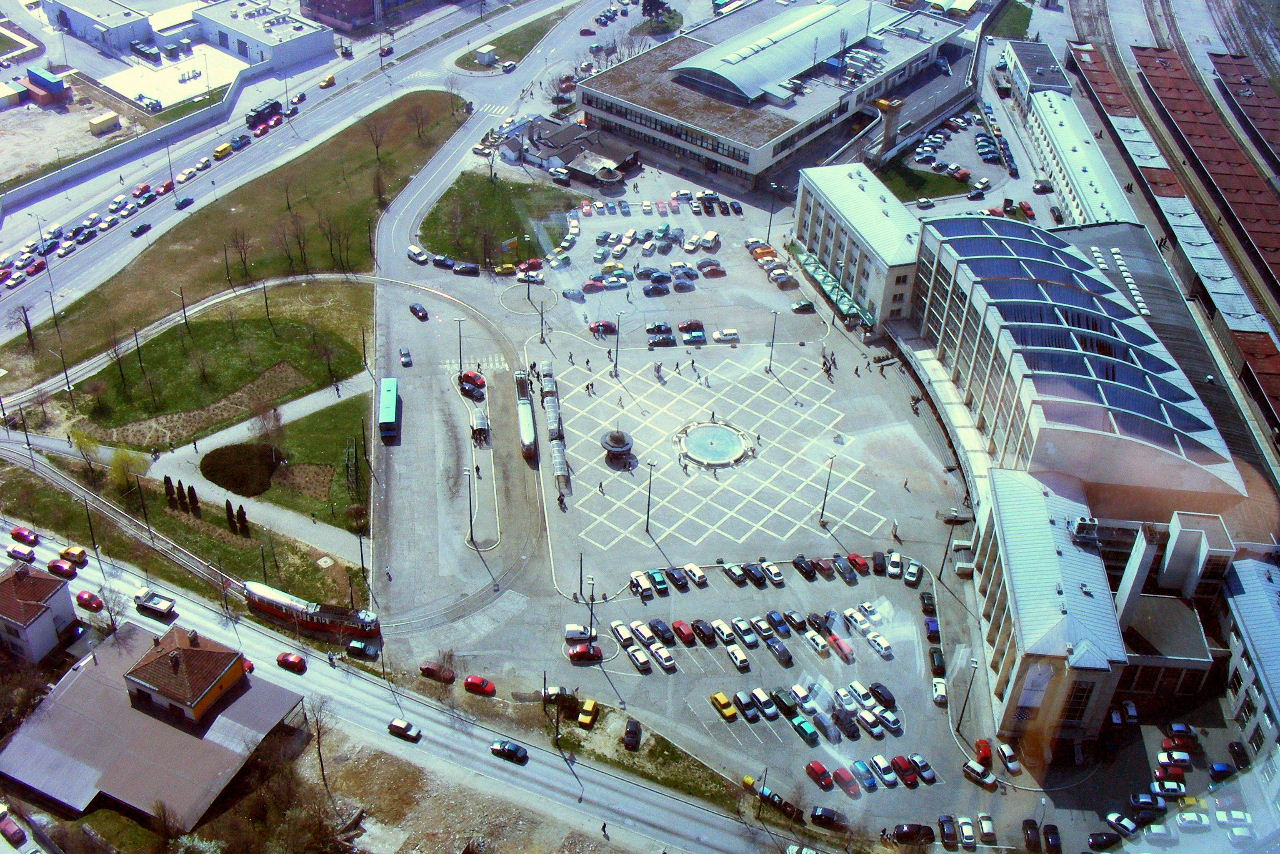
Gare centrale de Sarajevo, 2019

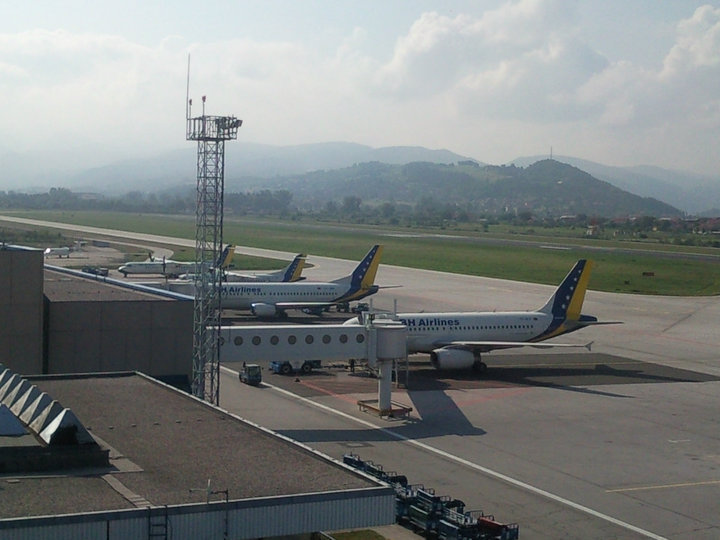
L'un des terminaux de l'aéroport international de Sarajevo et les avions de B&H Airlines.

Les facteurs géographiques et historiques ont contribué à la faible extension de la ville au regard de sa population. Il est ainsi difficile de trouver des places de parking, notamment durant la période estivale quand la population de la ville s'accroît avec l'arrivée des touristes. Les Sarajeviens utilisent largement les transports en commun. Les principaux modes de transport sont le tramway, le trolleybus et les autobus. Sarajevo compte sept lignes de tramway qui traversent la ville d'est en ouest, quatre lignes de trolleybus et neuf lignes de bus. La plupart vont d'est en ouest, et sont situées sur la rive nord de Miljacka. Un projet de métro a été finalement abandonné. Une carte en ligne, à jour, est accessible.
La bicyclette et la bicyclette électrique, tout comme la trottinette et la trottinette électrique, sont encore rares, même en terrain plat, en raison en particulier des fortes pentes.

### Tramways
Les premières lignes de tramway européennes furent construites à Sarajevo à la fin du XIXe siècle (1885) par le gouvernement d'Autriche-Hongrie. De nos jours, le réseau de tramway s'étend sur 16 kilomètres de long, rive droite.

### Trolleybus
Le trolleybus de Sarajevo (de) est l'unique système de trolleybus du pays, sur le modèle de celui de Belgrade (1947). Il est géré par l'entreprise communale Javno Komunalno Preduzeće - Gradski Saobraćaj Sarajevo (JKP GRAS Sarajevo), et date de 1984, juste à temps pour les Jeux Olympiques d'Hiver de Sarajevo. Il consiste en cinq lignes, rive gauche (101, 102, 103, 107, 108) desservant une trentaine d'arrêts, dont un terminus en république serbe de Bosnie.

### Chemin de fer
Le chemin de fer a toujours été très développé à Sarajevo.
La gare principale de Sarajevo (en) ou Glavna željeznička stanica u Sarajevu, située un peu au nord du centre-ville, date de 1882, mais a été reconstruite en 1949, puis après 1995.

### Aéroport
L'aéroport international de Sarajevo (Code AITA SJJ) est situé à quelques kilomètres au sud-ouest de la ville. Durant la guerre, l'aéroport fut utilisé par les avions des Nations unies et des organisations humanitaires. Depuis les accords de Dayton signés en 1996, l'aéroport a connu un essor grandissant.

### Routes
Les deux grandes artères de la ville sont Titova et Zmaj od Bosne.
L'autoroute reliant la capitale à Budapest est en cours de modernisation. Les trente premiers kilomètres, jusqu'à Visoko au nord sont assurés.
L'autoroute à péage vers le sud, via Mostar, est en construction. Les trente premiers kilomètres sont de qualité européenne actuelle.

### Ponts
Parmi les ponts notables sur la rivière Miljacka :
- Pont des chèvres (vers 1575),
- Pont de Šeher-Ćehaja (1585-1586). Le Pont du Maire a été plusieurs fois détruit ou sérieusement endommagé, particulièrement en 1619, 1629, 1843, 1880, 1992-1995. La dernière reconstruction est de 1999-2001. Un récit légendaire affirme qu'un diamant a été inséré dans un pilier à la fin de sa construction : il a été volé, le jeune voleur (par amour) arrêté a été acquitté par le cadi, à condition que…
- pont latin (1798-1799). Un pont en bois est attesté à cet emplacement en 1541, financé par Sarac Hussein, fils de Shirmerd. Un premier pont en pierre aurait été financé par un éminent citoyen de la ville, Ali Ajni-Beg, en 1565. L'inondation de 1791 le détruit. La reconstruction est financée par le marchand Abdulah-aga Briga. Pendant la période yougoslave, il est renommé Pont Princip.
- Pont Ćumurija (en) (Charbon, 1886). L'original ottoman de 1585 reliait les mosquées des deux rives.
- Pont Čobanija (en) (1887), passerelle en acier.
- Pont Skenderija (en) (1893), également nommé Ajfelov most ou Ajfel ou Pont de fer, dessiné par Gustave Eiffel (mais sans documentation sérieuse), a été reconstruit en 2004. Il remplace un pont original de l'époque de Skender Pasha (en) (vers 1500), dont l'histoire est mal renseignée. Il est orné de nombreux cadenas de supposés amoureux.
- Pont Drvenija (en) (1898). L'original, mi-béton mi-bois, a été remplacé par du bois, à la suite des fréquentes inondations. La proximité des différents établissements scolaires et universitaires en a fait un lieu de rencontre, d'où le surnom de Pont des amoureux. C'est aussi devenu le point de rencontre des bouquinistes, des fripiers et des pickpockets. Le nom Drveni désigne régulièrement les ponts à l'époque ottomane.
- Pont de Suada et Olga. Il porte le nom de Suada Dilberović et Olga Sučić, les premières victimes abattues en 1993 par les milices du Parti démocratique des Serbes de Bosnie au début du siège de Sarajevo, intervenues à nouveau lors du combat du pont de Vrbanja (1995-1996) : Roméo et Juliette à Sarajevo, d'après la pièce de théâtre de John Zaritsky (en), Romeo and Juliet in Sarajevo (en) (1994). Le nom d'avant était Vrbanja bridge, Vrbanja most). Le plus ancien nom de pont à cet emplacement est Pont Ćirišhana, ou Pont de la fabrique de colle (située alors rive droite).
- Festina lente (2012), passerelle.

On peut également consulter la liste de ponts de Bosnie-Herzégovine.

## Personnalités
- Abdulah Sidran, écrivain
- Ademir Kenović, réalisateur
- Aleksandar Hemon, écrivain
- Asim Ferhatović, footballeur
- Alen Škoro, footballeur
- Benjamin Filipović, réalisateur
- Boris Nemšić, entrepreneur, Autriche
- Boris Novković, chanteur
- Alija Izetbegovic, ex président
- Branko Crvenkovski, président de la Macédoine du Nord
- David Elazar, général israélien
- Davorin Popović, chanteur
- Đorđe Novković, compositeur
- Džemaludin Mušović, footballeur et entraîneur
- Emir Kusturica, réalisateur
- Faruk Hadžibegić, footballeur et entraîneur
- Frieda Lagus, architecte
- Goran Bregović, musicien
- Hans Fronius, peintre et illustrateur, Autriche
- Ivan Osim, footballeur et entraîneur
- Ivan Štraus, architecte, membre de l'Académie des sciences et des arts de Bosnie-Herzégovine
- Jadranka Stojaković, chanteuse et compositrice
- Jasna Diklić, actrice
- Jasmila Žbanić, réalisatrice
- Kemal Monteno, chanteur
- Mario Stanić, footballeur
- Marko Pešić, joueur de basket-ball
- Mersad Berber, peintre
- Momo Kapor, écrivain
- Miljenko Jergović, écrivain
- Nenad Kecmanović, politologue
- Pjer Žalica, réalisateur
- Predrag Danilović, joueur de basket-ball
- Predrag Pašić, footballeur
- Roza Papo, partisane
- Semiha Borovac, femme politique, maire de Sarajevo
- Stjepan Kljuić, homme politique
- Vladimir Petković, footballeur international et entraîneur
- Vladimir Prelog, chimiste
- Zdravko Čolić, chanteur
- Zlata Filipović, écrivaine, productrice de films
- Zlatko Ugljen, architecte
- Željko Bebek, chanteur
- Edin Džeko, footballeur
- Dragan Đokanović, politicien.
- Desanka Kovačević-Kojić, historienne serbe.

## Coopération internationale
Sarajevo a signé des accords de partenariat avec les villes suivantes :
- Coventry (Royaume-Uni) depuis 1957
- Tlemcen (Algérie) depuis 1964
- Bakou (Azerbaïdjan) depuis 1972
- Magdebourg (Allemagne) depuis 1972
- Friedrichshafen (Allemagne) depuis 1972
- Naples (Italie) depuis 1976
- Tripoli (Libye) depuis 1976
- Ferrare (Italie) depuis 1978
- Bursa (Turquie) depuis 1979
- Innsbruck (Autriche) depuis 1980
- Tianjin (Chine) depuis 1981
- Wolfsbourg (Allemagne) depuis 1985
- Calgary (Canada) depuis 1986
- Venise (Italie) depuis 1994
- Collegno (Italie) depuis 1994
- Ankara (Turquie) depuis 1994
- Budapest (Hongrie) depuis 1995
- Serre Chevalier (France) depuis 1995
- Prato (Italie) depuis 1995
- Tirana (Albanie) depuis 1996
- Barcelone (Espagne) depuis 1996
- Istanbul (Turquie) depuis 1997
- Stockholm (Suède) depuis 1997
- Koweït (Koweït) depuis 1998
- Dayton (États-Unis) depuis 1999
- Madrid (Espagne) depuis 2007

Les villes suivantes sont considérées comme des villes sœurs :
- Zagreb (Croatie) depuis 2001
- Ljubljana (Slovénie) depuis 2002
- Salt Lake City (États-Unis) depuis 2002
- Le Caire (Égypte) depuis 2006
- Dubrovnik (Croatie) depuis 2006
- Skopje (Macédoine du Nord) depuis 2007
- Konya (Turquie) depuis 2007

## Dans la fiction
- Mission Sarajevo, série SAS no 109, éditions Gérard de Villiers, 1993. Le numéro 3758 de la Revue des Deux Mondes, paru en juillet-août 2014, a pour principal sujet d'étude et de réflexions la série SAS ; elle porte le titre : « G. de Villiers : enquête sur un phénomène français ». Un article de Renaud Girard, Gérard de Villiers, mon compagnon d'aventures, indique en page 52 de la revue : « Gérard, qui avait été transporté par notre reportage, me contacta dès mon retour à Paris : « Ma prochaine histoire se passera à Sarajevo ! ». Et il m'emprunta toutes mes cartes d'état-major de la ville et de la région. Son ouvrage, Mission Sarajevo, le numéro 109 de la collection des SAS, demeure un livre de référence sur l'ambiance de la capitale bosniaque au début de son siège. »
- Igor Štiks, Le Serpent du destin (2012), roman croate dont une partie se déroule à Sarajevo en 1992
- Velibor Čolić, Sarajevo omibus (2012), roman bosniaque en français, principalement sur certains aspects de la période 1890-1945
- Les Ponts de Sarajevo (2014) est un film de fiction omnibus réalisé en 2014 par treize réalisateurs, évoquant la place de Sarajevo dans l'histoire européenne.